# Sátoraljaújhely
Sátoraljaújhely (németül: Neustadt am Zeltberg, szlovákul: Nové Mesto pod Šiatrom, jiddisül: איהעל) város Borsod-Abaúj-Zemplén vármegyében, a szlovák határ mentén terül el. A város a Sátoraljaújhelyi járás és kistérség központja és a Borsod-Abaúj-Zemplén vármegyei 5. sz. országgyűlési egyéni választókerület székhelye. Sátoraljaújhely híres borvidék, és 2002 óta a Tokaj-hegyaljai történelmi borvidék kultúrtáj részeként a világörökség része. Gyakran emlegetik „a Zemplén fővárosaként”, mivel Zemplén vármegye egykori székhelye és Hegyalja legnagyobb települése.

## Fekvése
Sátoraljaújhely városa Észak-Magyarországon, a Zempléni-hegység északkeleti peremén, a szlovák határ közelében helyezkedik el. A város földrajzilag három jelentős tájegység találkozásánál található: a Bodrogköz, a Hegyköz és a Hegyalja „kapujában”. A települést körülvevő területet a Bodrog, a Ronyva és a Bózsva-patak völgyei határolják, így Sátoraljaújhelyt hegyek és vizek veszik körül.

## Nevének eredete
A város első ismert neve Sátorelő volt. Az „-elő” utótag jelentése 'valami előtt', így a név a Sátor-hegy előtt (aljánál) fekvő településre utalt. Egy helyi legenda szerint ez a település a tatárjárás során elpusztult, és a túlélők egy új közösséget alapítottak, amelyet ezért Sátoraljaújhelynek neveztek el. Bár valószínű, hogy a mongol hordák elérték a térséget, semmi nem utal egy korábbi település pusztulására. Az is ellentmond ennek, hogy a települést a tatárjárás után is Sátorelő néven említik. A város nevének változása csak később, V. István 1261-ben kibocsátott kiváltságlevele után következett be. E kiváltságok eredményeként hospesek (telepesek) érkeztek, és a város fejlődése jelentősen felgyorsult. IV. László 1282-ben kiadott oklevelében említi először a várost „Sátoralja Újhely” (Saturalia Wyhel) néven. Az „Újhely” jelző a település nevében az új betelepülőkre és az általuk épített településrészekre utal. A gyors telepítés emlékét máig őrzi a város szerkezete.

## Jelképei
Sátoraljaújhely címere egy arany koronával ékesített álló háromszögletű pajzs, melynek kék mezejében egy arany „V” betű található. A betű szárai között egy arany szőlőfürt lebeg. A város zászlaja két egyenlő vízszintes sávból áll: a felső sáv vörös, az alsó arany (sárga) színű.
A város pecsétjét, amely a ma használatos címer elődje, először 1349-ben említették egy oklevélben. Ez a pecsét különleges a magyar városok között, mivel fő motívuma egy „V” betű, amely a város nevének középkori helyesírás szerinti kezdőbetűje. A betű fölött egy három virágot hordozó szőlővessző található. Az első pecsét felirata „SIGILLVM D VIHEL” (sigillum de Vihel), amelynek jelentése „újhelyi pecsét”. A városok kezdőbetűje más felvidéki bányavárosok pecsétjein is megjelenik, ám ott csak kiegészítő motívumként, míg az sátoraljaújhelyi pecsét esetében ez központi elem. A legrégibb pecsét valószínűleg nem ez volt. Eredetileg egy háromszögletű pajzsban az Árpádok sávjai (pólyái) voltak, fölötte egy virágzó szőlővesszővel. Ez a motívum megfelelt az Árpádok által alapított királyi városok pecsétjeinek. Később azonban a pecsétet átalakították: a pajzs közepét kivésték, és így alakították ki a „V” betűt. Az eredeti sávok még láthatóak voltak a pecsét szárain. Az Anjouk is használták az Árpádok címereit, így a pecsét átalakítása nem a dinasztiaváltáskor történt, hanem akkor, amikor a város már nem volt királyi kézen. Ekkor a város nem használhatta tovább a királyi címert, ezért kényszermegoldásként hozták létre a „V” betűs pecsétet. A ma használt „V” betű helyén tehát eredetileg egy árpádsávos pajzs állt.

## Településrészek
A földrajzilag és történetileg kialakult elkülönült városrészeket a helyi rendeletben településrészként tartják nyilván az alábbi felsorolás szerint: Alsóváros, Barátszer, Belváros, Bodadűlő, Boglyoska, Borsiszer, Cerkó – Mocsárdűlő, Dörzsik, Felsőváros, Hatház, Hecske, Ipartelep, Keleti városrész, Kertváros, Májuskút, Pázsit, Ronyvakert, Szárhegy, Szarvaskert, Torzsás, Újváros, Várhegy, Zsólyomka. A városhoz tartozik 1981 óta Rudabányácska és Széphalom, 1985 óta pedig Károlyfalva, mint csatolt települések.
Rudabányácskát a 14. század közepén arany- és ezüstbányászat céljából alapították, melynek nyomai ma is fellelhetők a Bányi-hegy oldalában. A település a 21. században elsősorban turisztikai célpontként jelentős, különösen a Zemplén Kalandpark közelsége miatt, amely kedvelt úti cél a természetjárók és kirándulók körében. A festői völgykatlanban fekvő település nyugodt környezetet biztosít a pihenésre vágyók számára. Itt található a Zempléni Szlovákok Néprajzi Gyűjteménye is.
Széphalom települést rudabányácskai bányászok alapították, eredeti neve Kisbánya volt. A közösség leginkább Kazinczy Ferencről, a magyar nyelvújítás egyik kiemelkedő alakjáról ismert, aki 1806-tól haláláig itt élt. Széphalom ma jelentős kulturális központ, ahol a Kazinczy-emlékcsarnok, Kazinczy Ferenc sírja és a Magyar Nyelv Múzeuma található, amelyek évente sok látogatót vonzanak.
Károlyfalvát német telepesek alapították az 1750-es években. A település különlegessége, hogy része a Zempléni térség kedvelt turisztikai útvonalainak. Az olyan események, mint a „Károlyfalvi Nyitott Pincék” napja, évente vonzzák a látogatókat a helyi pincesorra. Károlyfalva ma is fontos szerepet játszik Sátoraljaújhely turizmusában, különösen a természetjárók és borkedvelők körében, akik a helyi halastó környékén, vagy a Megyer-hegyi Tengerszemnél találnak kikapcsolódási lehetőségeket.

### A "szerek"
A „szer” kifejezés eredetileg olyan területet jelölt, amely nem tartozott a város tulajdonába, tehát nem a város volt a földesura. Az itt élők adójukat nem a városnak, hanem a „szer” birtokosának fizették. A kora újkori Sátoraljaújhely területén négy ilyen „szer” létezett. Ezek közül a legnagyobb a Barátszer volt, amely a Szent Egyed pálos kolostor tulajdonában állt, a „barát” szó pedig a pálos szerzetesekre utalt. A másik ilyen terület a Papszer volt, amely az sátoraljaújhelyi plébánia tulajdonát képezte; ezt a területet a köznyelv ma Papsor néven ismeri, hivatalos neve azonban József Attila utca. A harmadik „szer”, amely a mai Pataki utcával azonos, mintegy egy évszázadig a borsi Rákóczi-kastély birtokában állt, és Borsiszerként volt ismert. A negyedik „szer” az egykor a város központjában található Hartai kúria és környéke volt, amely Hartaiszerként volt ismert, de ez az épület ma már nem létezik.

### Hegyek

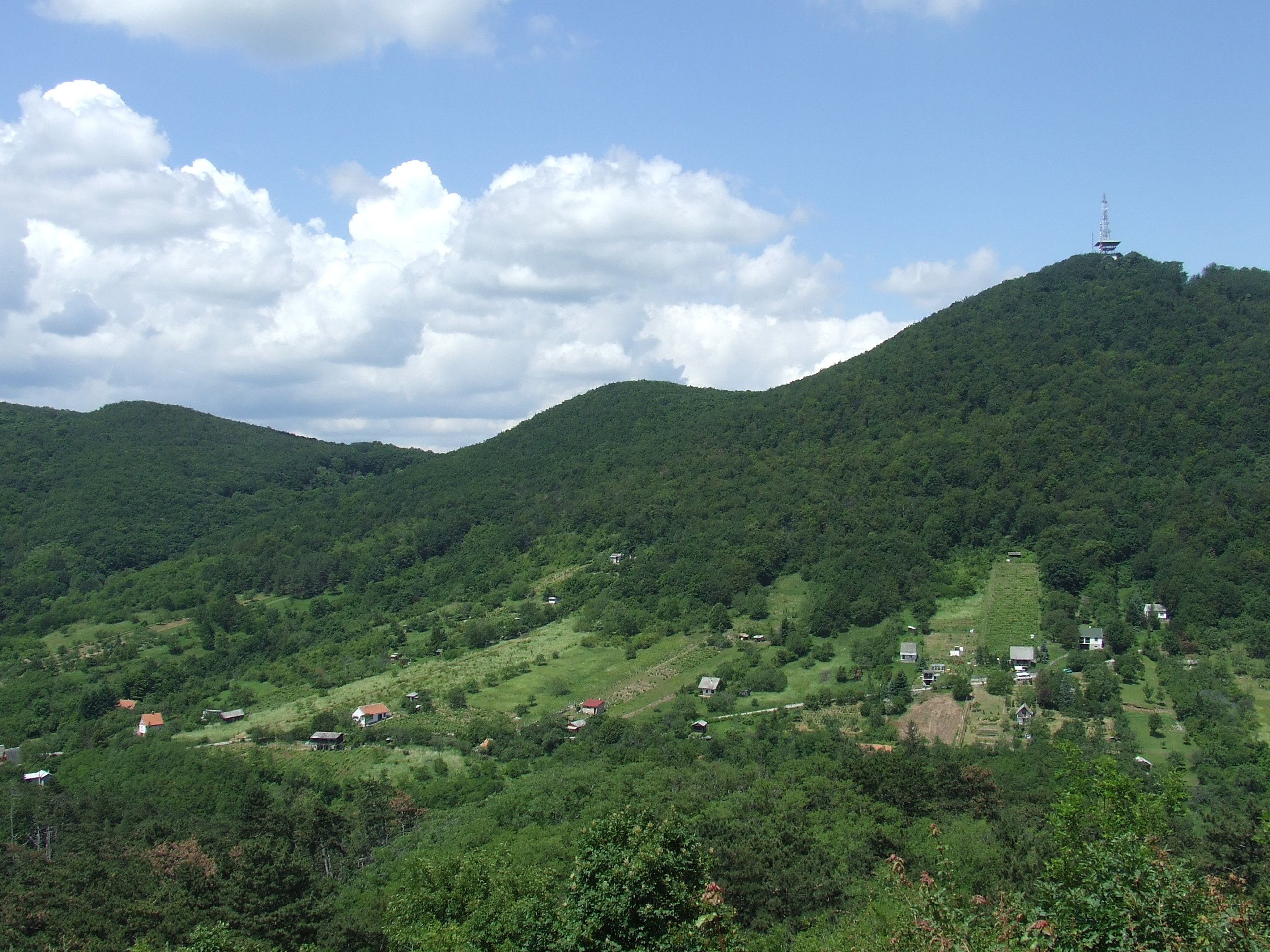
Sátoraljaújhely hegyei

Sátoraljaújhely a Zempléni-hegység keleti peremén, egy egykori vulkáni kaldera körül, 300-500 méter magas hegyek lábánál helyezkedik el. A várost körülvevő legjelentősebb hegyek, magasságuk csökkenő sorrendjében, a következők:
- Magas-hegy, 512,7 m
- Kecske-hát, 483 m
- Sátor-hegy (Koporsó-hegy), 459,7 m
- Borz-hegy, 379,2 m
- Feketehegy, 370,3 m
- Várhegy, 334,3 m
- Kis-Szárhegy, 341,6 m
- Tatárka-hegy, 279,4 m
- Kopaszka, 223,9 m

## Közlekedés

### Közúthálózat

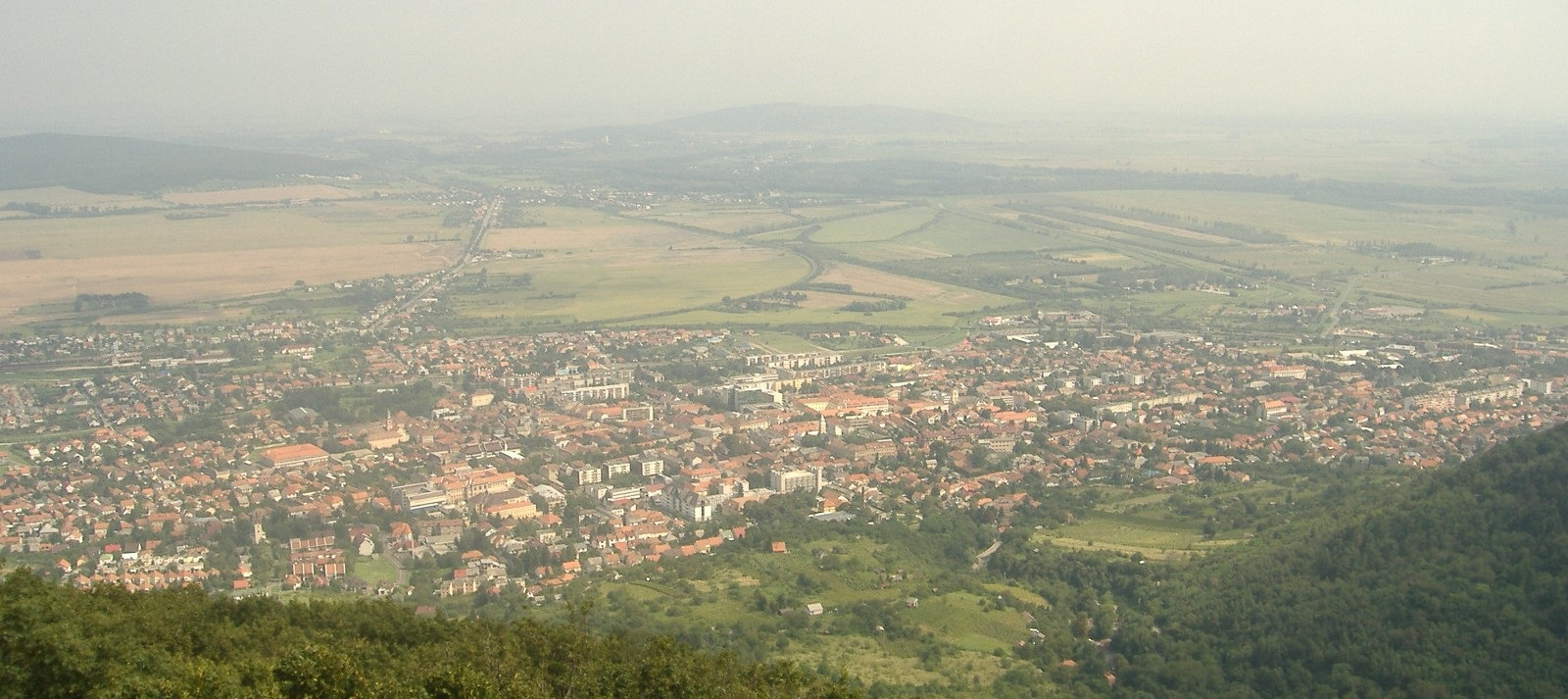
A város látképe a Magas-hegyi kilátóból

Sátoraljaújhely a szlovák határ közvetlen közelében fekszik, amelyet a 37-es főút teljes hosszában átszel. A 37-esből indul ki a 381-es főút, amely a Bodrogköz magyar oldalának településeihez, például Alsóberecki, Karos és Cigánd irányába vezet. Sátoraljaújhely Károlyfalva és Rudabányácska településrészeit a 3718-as út köti össze, amely Kácsárdon keresztül, a Magas-hegy körül kanyargós szerpentinen halad. Ez az útvonal az egykori kisvasút vonalát követi, és a város Torzsás részén csatlakozik vissza a 37-es főútba. A Hegyköz felé, többek között Pálháza és Hollóháza irányába, a 3719-es út vezet. Szlovákia felé két határátkelő is elérhető: a Rákóczi utca mentén található Ronyva-hídon keresztül gyalogos és személygépjármű forgalom, míg a város északi részén lévő határátkelőn tehergépjárművek és kamionok közlekednek.

### Autóbusz-közlekedés
Sátoraljaújhelyen a helyi tömegközlekedést a Volánbusz helyközi járatai biztosítják. Az autóbusz-állomás közvetlenül a vasútállomás mellett található, ahonnan távolsági járatok indulnak többek között Miskolc, Nyíregyháza és Debrecen felé. Az állomás számos helyközi járat kiindulópontja is, amelyek a Hegyköz és Bodrogköz településeire közlekednek. A helyi buszjáratok Rudabányácska, Károlyfalva és Széphalom városrészeket szolgálják ki. A város ellentétes pontján, a köztemető közelében található a buszforduló, amely szintén a helyi közlekedés egyik fontos állomása.

### Vasút

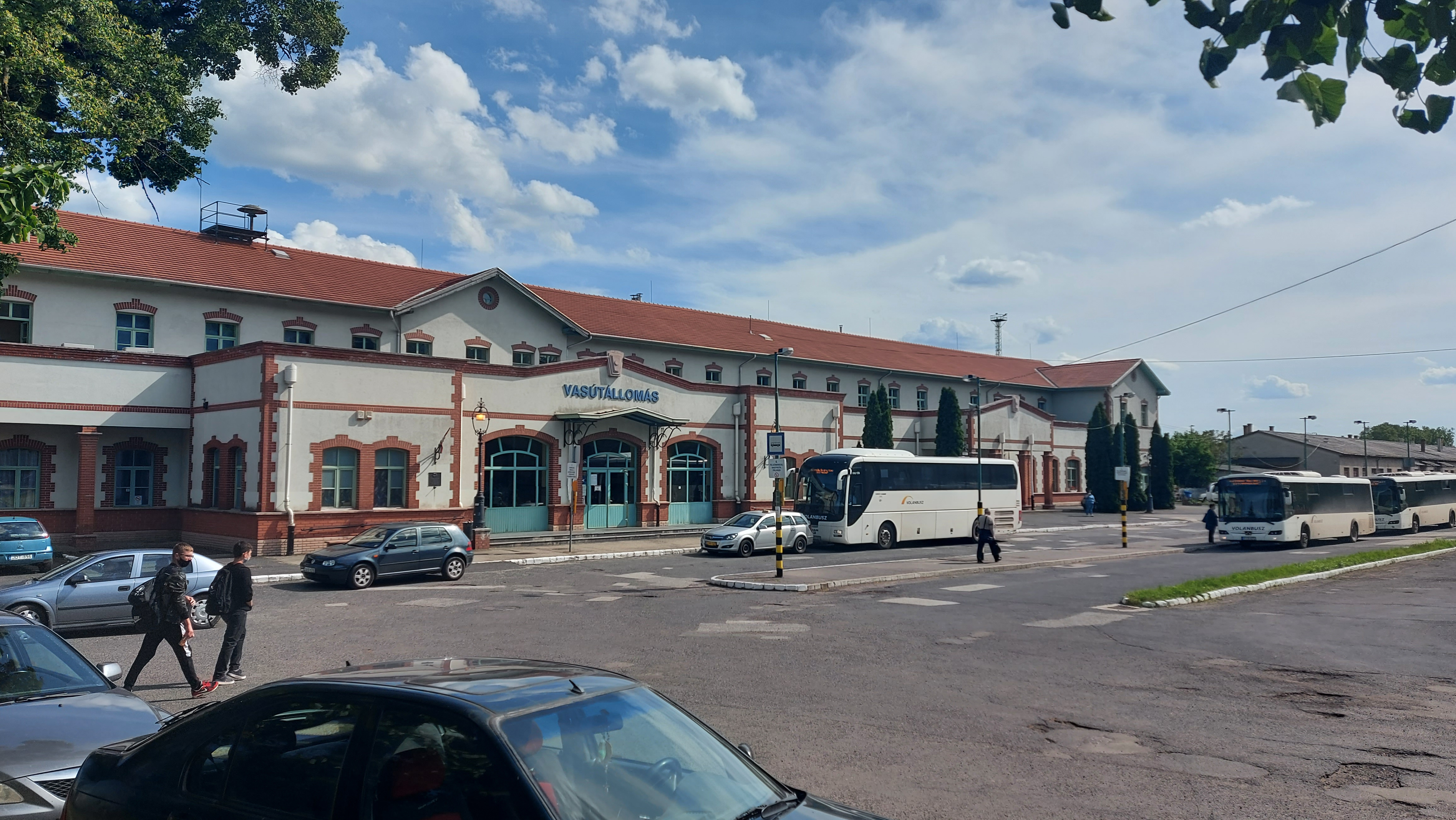
Sátoraljaújhely vasútállomás

Sátoraljaújhely vasútállomása a Hatvan–Miskolc–Szerencs–Sátoraljaújhely vasútvonal végén található, épületét Pfaff Ferenc neves építész tervezte. A vasútvonal egykor kétvágányú fővonal volt, de a második világháború után egyvágányúvá alakították át a politikai és földrajzi változások miatt. A Mezőzombor–Sátoraljaújhely vonalszakaszt 2016 és 2019 között korszerűsítették és villamosították, így 2019 májusától a vonatok mozdonycsere nélkül közlekedhetnek Budapestig.
Napközben szinte minden órában indulnak vonatok Szerencs felé, amelyek egy része Miskolcon át közvetlenül Budapestre közlekedik, míg a többi járatnak Szerencsen van csatlakozása Budapest felé. Jelenleg nincs személyszállító vonatközlekedés Újhely (Slovenské Nové Mesto) felé; ezen a határkeresztező vágányon kizárólag teherforgalom zajlik. A városközpontból negyedórás sétával elérhető a határ túloldalán található Újhely vasútállomása is, ahonnan közvetlen vonatok indulnak Kassa és Tiszacsernyő irányába.

### Taxiszolgáltatás
A városközpontban, a Táncsics téren található a taxiállomás, ahol egyéni vállalkozók nyújtanak taxiszolgáltatást.

### Kerékpáros lehetőségek
Az 1980-as években felszámolt egykori kisvasút nyomvonalán épült meg a városból Sárospatakig és a Hegyköz felé vezető kerékpárút, amely az EuroVelo 11 nemzetközi kerékpárút-hálózat része. Az útvonal városon átvezető része részben felfestéssel elkülönített kerékpársávon, részben figyelmeztető felfestéssel van kijelölve. Számos egyirányú úton a kerékpárosok behajtása kiegészítő jelzőtáblával engedélyezett. 2021-ben befejeződött a városban egy bérelhető elektromos kerékpáros rendszer kiépítése, amely Szőlőske és Zemplén településekkel együttműködésben valósult meg. A projekt részeként több töltőállomást és kölcsönzőpontot hoztak létre a térségben, lehetővé téve az elektromos kerékpárok kényelmes használatát és kölcsönzését Sátoraljaújhely és a szomszédos szlovákiai települések között.

### Hajózás
Közlekedési szempontból a közeli Bodrog folyó érdemel említést, amely III. osztályú víziútnak minősül. Itt legfeljebb 70 méter hosszú, 8,2 méter széles, és 2 méter merülésű, maximum 1000 tonna hordképességű hajók közlekedhetnek. Bár a vízi közlekedés eddig elhanyagolható volt, Felsőbereckinél személyforgalmú révátkelő üzemel. A közelmúltban azonban a turisztikai fejlesztések révén felértékelődött a térség. A kormány döntése alapján a "nyaralóhajó projekt" keretében új kikötőt építenek Felsőberecki felett, a Ronyva torkolatánál, valamint a Bodrog, a Felső-Tisza és a Tisza-tó mentén több helyszínen. Felmerült az ötlet, hogy a Ronyva vízi-úttá váljon a Bodrogtól Sátoraljaújhely belterületéig, de ez egyelőre csak javaslatként létezik.

## Turizmus

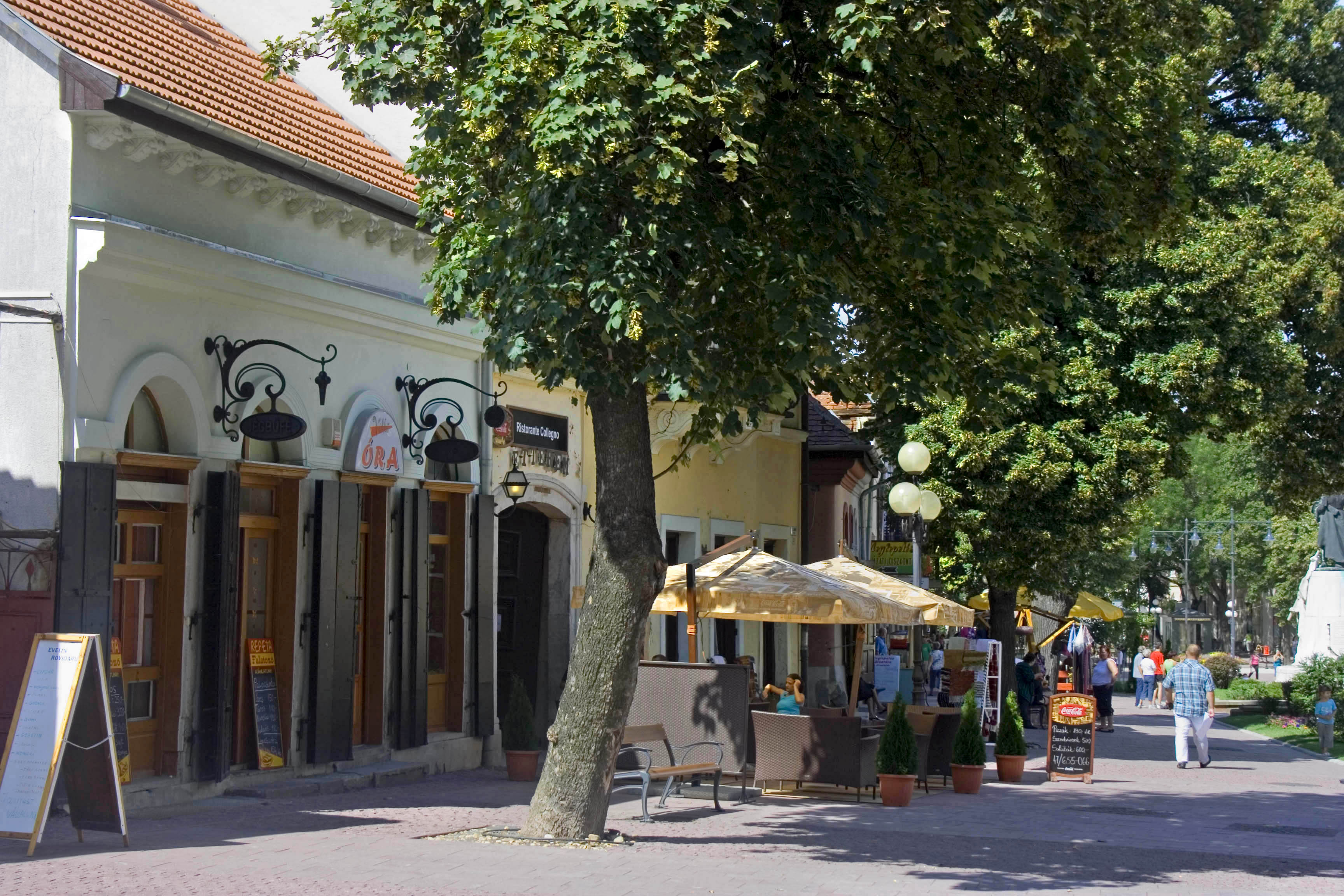
A Széchenyi tér kávézói

Sátoraljaújhely turizmusa az utóbbi években jelentősen fejlődött, különösen a természetjárás és az aktív kikapcsolódás területén. A várost körülvevő Zempléni-hegység változatos túra- és kerékpárútvonalakkal rendelkezik. A Magas-hegy népszerű kirándulóhely, ahol kilátó is található, amelyről a környező hegyekre nyílik kilátás. A Zemplén Kalandpark a város egyik fő turisztikai vonzereje. Itt található Magyarország leghosszabb ülőszékes libegője, valamint egy nyári bobpálya és egy mászófal központ is. A 2024-ben átadott Összetartozás Hídja a park egyik különleges eleme, amely a Szárhegyet és a Várhegyet köti össze, és lenyűgöző panorámát biztosít. Sátoraljaújhely a Tokaji borvidék közelében helyezkedik el, amely világszerte ismert borairól. A városban és környékén rendszeresen tartanak pincenapokat, ahol a látogatók megismerkedhetnek a helyi borokkal és borászatokkal. A város kulturális élete is jelentős, rendszeres kiállítások, koncertek és helyi fesztiválok gazdagítják a kínálatot. A szálláslehetőségek között megtalálhatók panziók, vendégházak, hotelek, kempingek és turistaházak is. A Sátoraljaújhelyen található Rákóczi Hotel, Tábor és Rendezvényközpont a Rákóczi Szövetség által üzemeltetett létesítmény, amely korábban szocialista gyermeküdülő telepként működött. Az épületkomplexumot az állam felújította, és jelenleg hotelként, valamint rendezvényközpontként szolgál, különös figyelmet fordítva a főleg határon-túli diákok számára szervezett nyári táborokra.

## Látnivalók

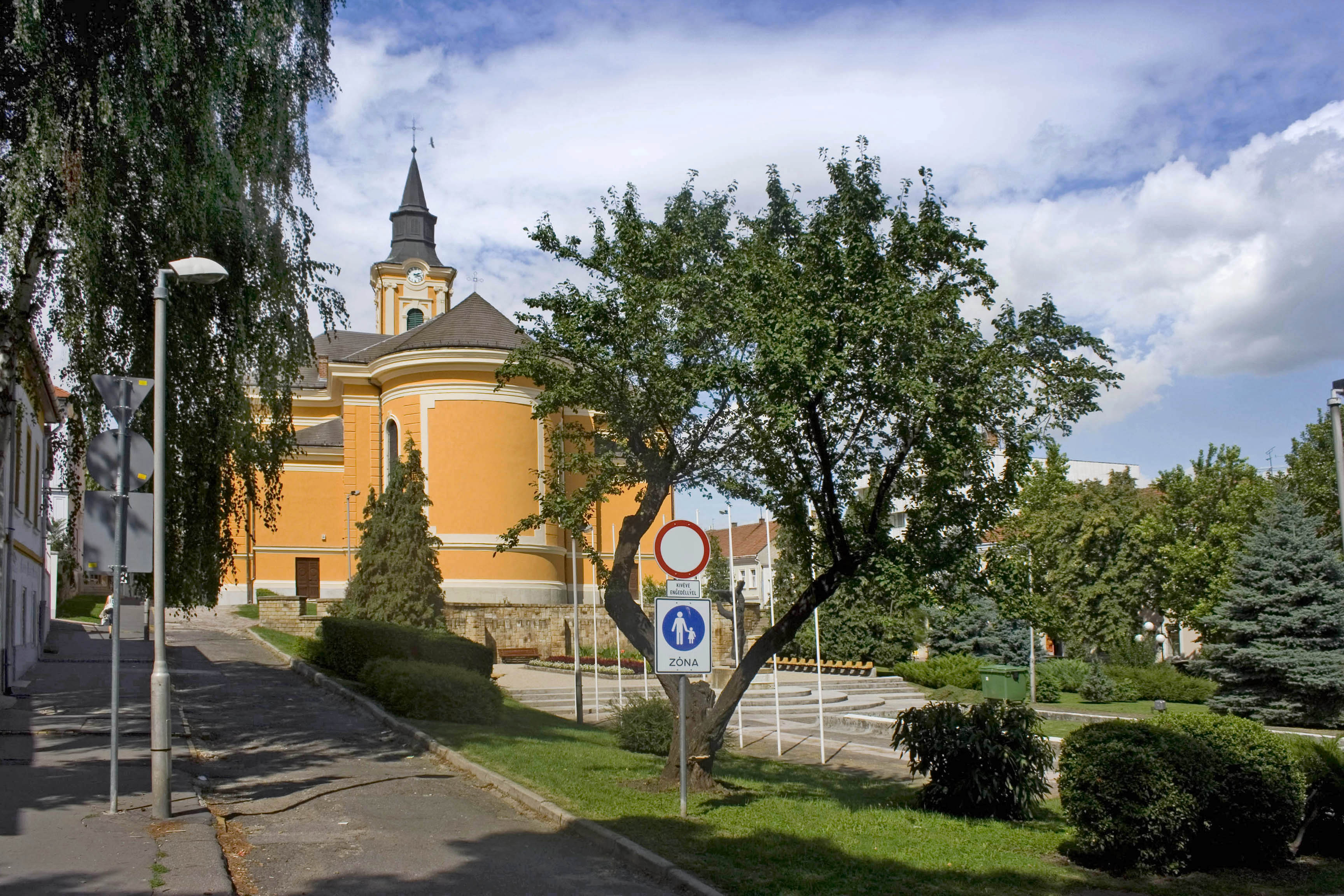
A Szent István nagytemplom és a Hősök tere

Sátoraljaújhely városának központja a Kossuth tér, amely a 19. századi városkép meghatározó eleme, és a történelmi belváros egyik jelentős helyszíne, amely kovácsoltvas erkélyeiről is híres. Itt található a barokk stílusú városháza, amely eredetileg megyeházaként funkcionált, és 18–19. századi levéltári anyagokat is őriz. A tér másik részén áll a késő barokk stílusú Szent István király római katolikus főplébániatemplom, amelyet a helyiek "nagytemplomnak" neveznek. Ez az épület a város egyik legjelentősebb műemléke, és a település legelső, 13. századi templomának helyén áll. A templom melletti Hősök tere az 1944-es sátoraljaújhelyi börtönlázadás áldozatainak emlékművének, Kerényi Jenő "A sassal viaskodó ifjú" című szobrának ad helyet. A Kossuth térhez közeli barokk stílusú Waldbott-kastély, bár jelenleg magántulajdonban van, jelentős építészeti értéket képvisel a városban. A kastély előtti parkban található a település zenélő szökőkútja, amely fényeffektusokkal és különféle dallamokkal szórakoztatja a látogatókat.

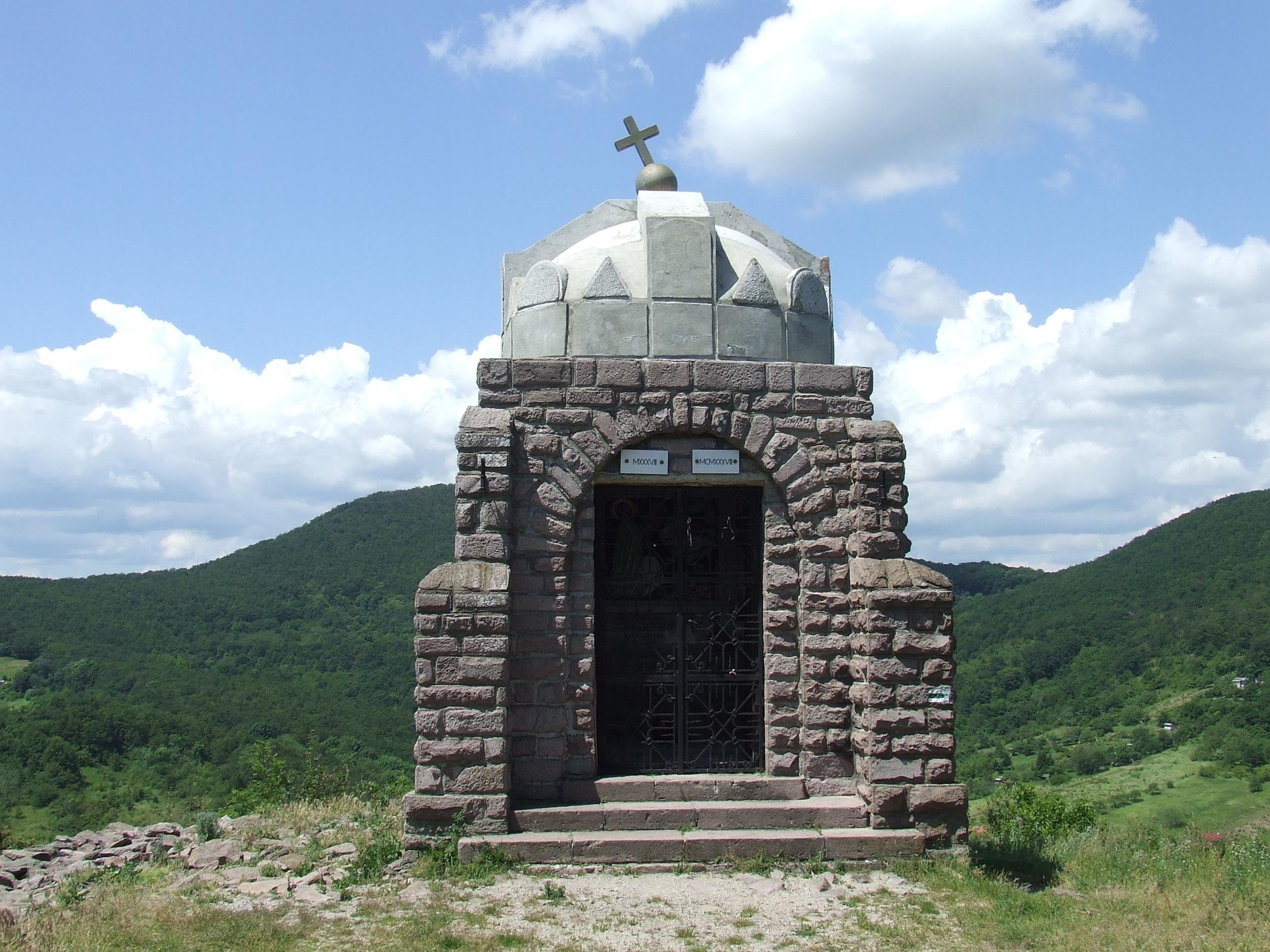
Szent István-kápolna

A 13. században épült Pálos-piarista templom és kolostor szintén a település kiemelkedő vallási és történelmi emlékei közé tartozik. A templomot eredetileg a pálos rend birtokolta, később a piaristák vették át. A templom mellett található a Rákóczi-kápolna, ahol a Rákóczi-család több tagjának szíve nyugszik. A városban található a Szentháromság-kápolna is, amelyet 1710-ben, a pestisjárványt követően fogadalmi kápolnaként építettek. Sátoraljaújhely egyik fontos zarándokhelye Teitelbaum Mózes csodarabbi sírja, amely a régi zsidó temetőben található, és a zsidó közösség mellett a főleg külföldről érkező zarándokok számára is jelentős.
A város borászati hagyományait a Zsólyomkai pincesor és az Ungvári pincék őrzik. Az Ungvári pincék világörökségi helyszínként is számontartottak. Sátoraljaújhely további különlegessége a világ egyetlen Bortemploma, amelynek felújítása 2024-ben fejeződött be, és jelenleg rendezvény- és borászati kiállítóközpontként üzemel.
A Szár-hegyen található Magyar Kálvária, a 100. Országzászló és a Szent István-kápolna együttese a település egyik legfontosabb történelmi emlékhelyét alkotja, emlékeztetve a trianoni békeszerződés következményeire, amelyek a várost is súlyosan érintették. Az emlékhely részét képezi továbbá a Centenáriumi Turul-emlékmű is. A településhez közeli Vár-hegyen található Sátoraljaújhely várának romja. Bár a terület jelenleg régészeti feltárás alatt áll, a falmaradványok a középkori erődítmény egykori jelentőségét tükrözik. A város természeti látnivalói közül kiemelkedik a Magas-hegyen található tanösvény, amely természetközeli élményeket kínál a látogatóknak, míg a Long-erdő természetvédelmi területe a helyi növény- és állatvilág védett élőhelyeként funkcionál.

## Kultúra

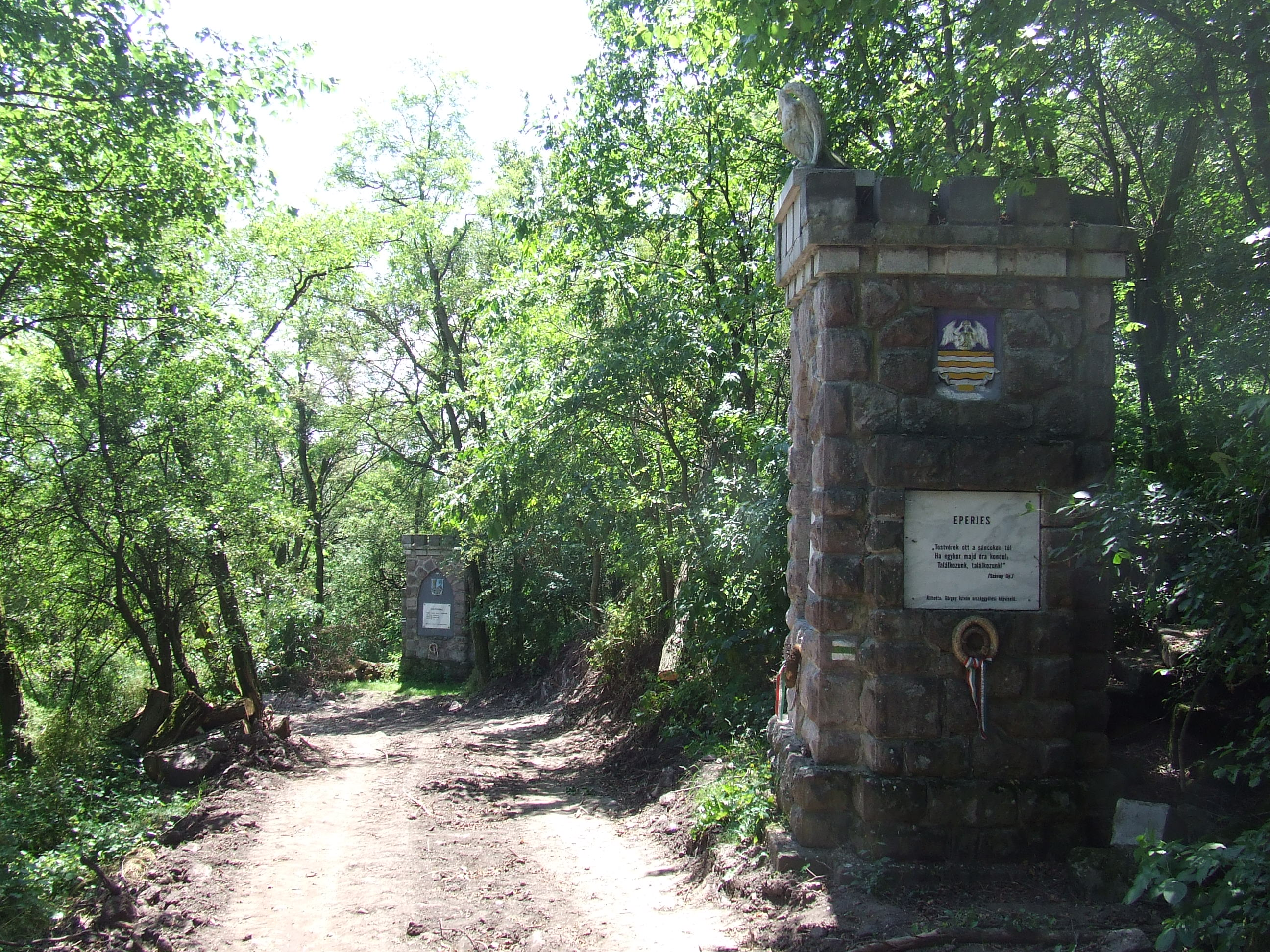
A Magyar Kálvária stációi

Sátoraljaújhely kulturális szempontból jelentős település, amelyet gyakran emlegettek Zemplén vármegye székhelyeként, "Zemplén fővárosaként". A város gazdag kulturális örökséggel rendelkezik, több neves személyiség kötődik ide, mint például Kazinczy Ferenc nyelvújító, Kossuth Lajos politikus vagy Latabár Árpád színművész. A város számos kulturális intézménynek ad otthont, köztük múzeumoknak, színháznak és egy mozinak. A Kazinczy Ferenc Múzeum több gyűjteménnyel és kiállítással várja a látogatókat, amelyek között megtalálhatók történeti, régészeti és biológiai gyűjtemények is. A Magyar Nyelv Múzeuma Széphalmon található, és interaktív kiállítások segítségével mutatja be a magyar nyelv gazdagságát, történetét és változatosságát. A sátoraljaújhelyi Fegyház és Börtön épületében található Börtönmúzeum átfogó képet nyújt a magyarországi büntetés-végrehajtás történetéről és fejlődéséről. A múzeum bemutatja a büntetési rendszerek változásait, a fogvatartottak mindennapjait, valamint a bűnelkövetés következményeit, emellett lehetőséget biztosít múzeumpedagógiai foglalkozásokra és bűnmegelőzési előadásokra is
A színház és mozi területén a Latabár Árpád Színház és a Latabár Mozi biztosít kulturális szórakozást a helyiek és a látogatók számára. Ezek az intézmények rendszeresen szerveznek színházi előadásokat, filmvetítéseket, valamint különféle rendezvényeket. A sétálóutca és rendezvénytér alkalmi színpadával és kivetítőjével a város közösségi és kulturális életének meghatározó helyszíne. Emellett a Kossuth Lajos Művelődési Központ is jelentős szerepet játszik a helyi kulturális programok szervezésében és lebonyolításában.
A város legnagyobb és legnépszerűbb rendezvénye a Déryné fesztivál, melyet hagyományteremtő céllal először 2021. július 14. és 18. között rendeztek meg. Az 5 napon át tartó, színes kulturális programokat felvonultató, a közönséget gazdag zenei kínálattal és tartalmas szórakozást ígérő, színvonalas színházi produkciókkal váró fesztivál valódi otthonra lelt Sátoraljaújhelyen. A környék több helyszínén zajló, közel 70 ingyenes programon évről-évre több ezren vesznek részt. A teltházas színházi előadások mellett nagy érdeklődés övezi az interaktív játékokat, koncerteket és táncos produkciókat is.

## Sportélet

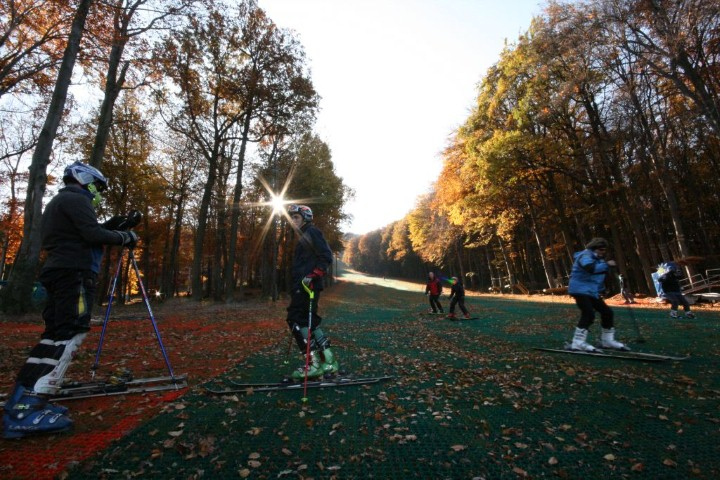
Magashegyi sípálya ősszel

Sátoraljaújhely sportélete sokrétű, és a helyiek több sportágban is aktívak. A városban több edzőterem is működik, amelyek különféle edzésformákat és fitnesz szolgáltatásokat nyújtanak a helyi lakosok és a látogatók számára, emellett sportcsarnok és városi uszoda is üzemel. A településen működik a Sátoraljaújhelyi TKSE labdarúgócsapat, amely hosszú múltra tekint vissza. A város ifjúsági jégkorongcsapata, a Zempléni Hiúzok, szintén fontos szerepet játszik a helyi sportközösség életében. A helyiek rendszeresen szerveznek sporteseményeket, például a Kossuth Staféta futóversenyt, amely összeköti Sátoraljaújhelyt és Sárospatakot. A Zemplén Kalandpark további sportolási lehetőségeket kínál, beleértve a téli sportokat és egyéb rekreációs tevékenységeket is. A park téli időszakban három alpesi minőségű sípályával rendelkezik, melyeket kilenc hóágyú és hótaposógépek (ratrakok) tartanak karban. A pályákhoz négy gyors felvonó tartozik, és egy síiskola is működik a kezdők számára, továbbá a helyszínen sífelszerelés kölcsönzésére is van lehetőség. A kalandparkban ezen kívül egy 2275 méter nyári bobpálya, egy hófánk csúszda és egy 1000 m²-es műjégpálya is rendelkezésre áll. A város két kiemelkedő BMX világbajnokot adott: Kun Ádámot, aki 2002-ben Kölnben nyerte el a világbajnoki címet, valamint Katona Dénest, aki 2005-ben Prágában lett világbajnok. Mindketten jelentős szereplők a BMX sportágban, és hozzájárultak Sátoraljaújhely sporttörténetének gazdagításához.

## Ipar

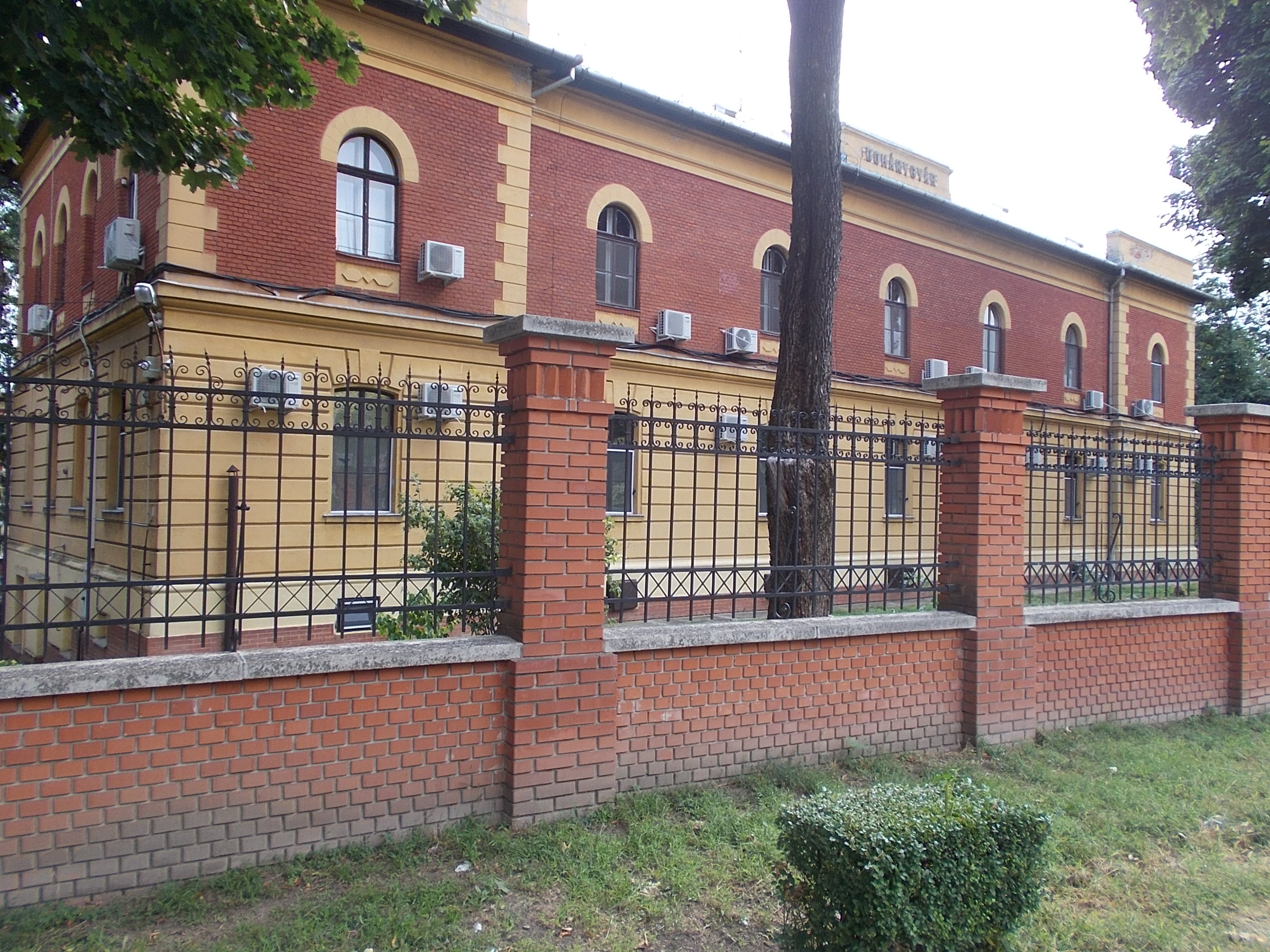
A sátoraljaújhelyi dohángyár épülete

A rendszerváltás jelentős hatással volt Sátoraljaújhely ipari életére, különösen a helyi termelőüzemekre és nagyobb foglalkoztatókra. A KGST és a szovjet blokk felbomlását követően a város korábbi piacai nagyrészt megszűntek, míg az új gazdasági lehetőségek még nem alakultak ki. Ennek következményeként több szocialista nagyüzem és szövetkezet felszámolásra vagy bezárásra került. Néhány vállalat új üzleti modellekkel próbált alkalmazkodni, például vegyesvállalatokat alapítottak, míg mások a felszámolást követően új néven folytatták tevékenységüket, vagy székhelyüket más településre helyezték át. Több nagy foglalkoztató azonban végleg megszűnt.
A rendszerváltás utáni időszakban Sátoraljaújhely gazdasága fokozatosan stabilizálódott. Új vállalatok telepedtek meg a városban, illetve a meglévő cégek új tulajdonoshoz kerültek. E folyamat részeként megalapították a Sátoraljaújhelyi Ipari Parkot, amely ma a város legnagyobb ipari létesítményeinek ad otthont. Az ipari parkban többek között gépgyártási, felületkezelési, élelmiszeripari, és tűzállóanyag-gyártási tevékenységekkel foglalkozó cégek találhatók. A városban működik egy jelentős dohányfeldolgozó üzem is, melynek története az 1890-es évekig nyúlik vissza.

## Mezőgazdaság

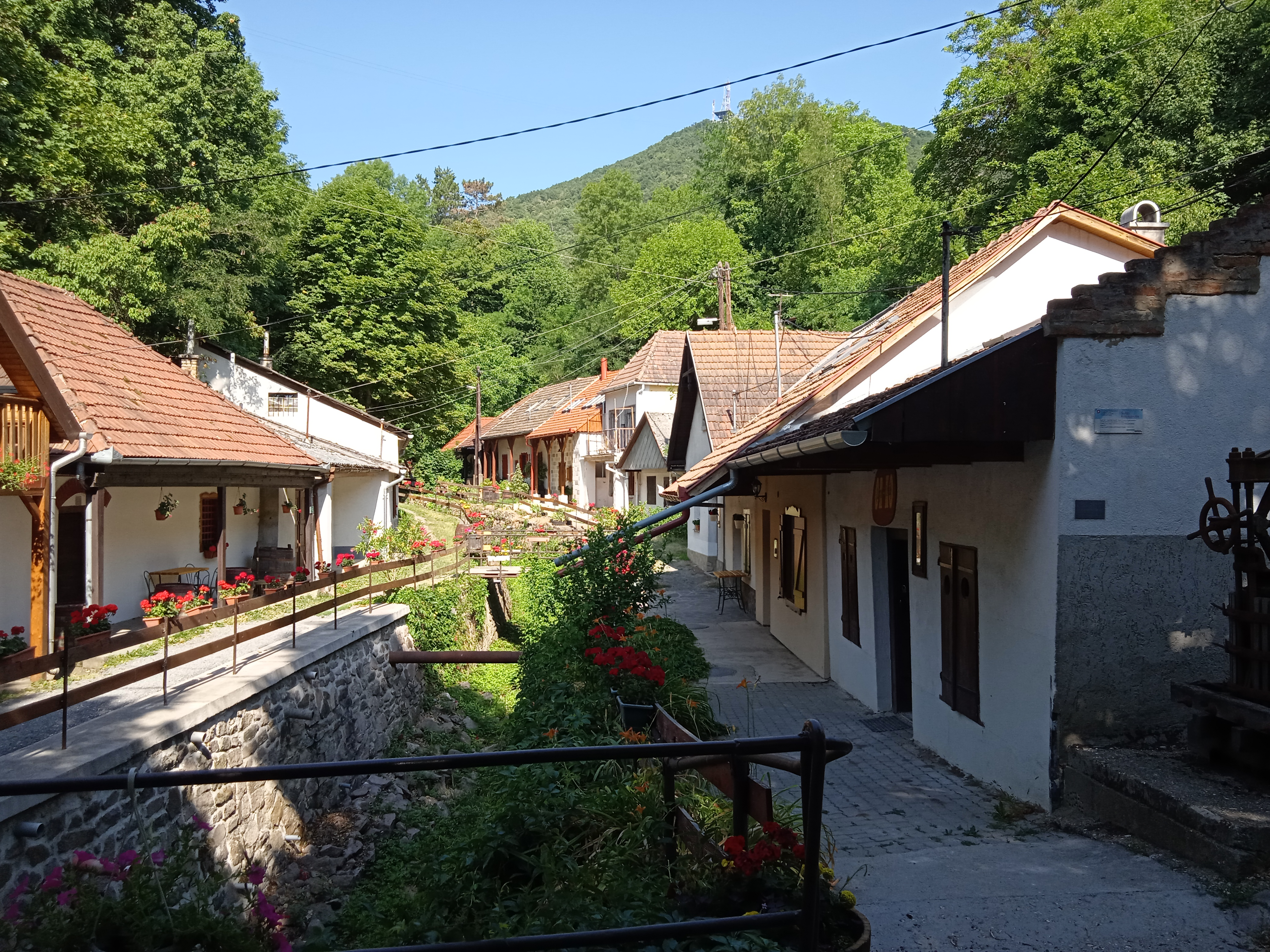
Zsólyomkai pincesor

A trianoni békeszerződés következtében a város mezőgazdasági területeinek jelentős része is elcsatolásra került. A fennmaradó földterületek a rendszerváltást követő kárpótlási folyamat során kárpótlási jegyek ellenében kerültek új tulajdonosokhoz. Az állami tulajdonban maradt termőföldek, különösen a szőlőültetvények, a Tokajhegyaljai Állami Gazdasági Borkombinát privatizációja során magánkézbe kerültek. 1993-ban a Borkombinát Tokaj Kereskedőház Zrt. néven gazdasági társasággá alakult át, és székhelyét Sátoraljaújhelyről Tolcsvára helyezte át. A cég a Tokaj-hegyaljai történelmi borvidék legnagyobb felvásárlója és termelői integrátora, miközben a borvidék ültetvényei, pincészetei és feldolgozói egyre inkább hazai és külföldi magántulajdonosokhoz kerültek. A város külterületén található szőlőültetvények a "Tokaj" oltalom alatt álló eredetmegjelölés (OEM) védelme alatt állnak.

## Kereskedelem
A településen a kereskedelem szerkezete is jelentősen átalakult a rendszerváltás után. Nemzetközi boltláncok és szupermarketek települtek le a város külső területein, emiatt a városközpont hagyományos kereskedelmi funkcióját részben elveszítette. Hagyományos kiskereskedelmi üzletek jórészt a Kazinczy utcán és a Rákóczi utcán maradtak, néhány kivételtől eltekintve. A Piac téren hét három napján (kedd, péntek, vasárnap) működik a zöldségpiac, valamint a tehermentesítő út mellett az úgynevezett iparcikk (korábban: KGST) piac.

## Intézmények és költségvetési szervek

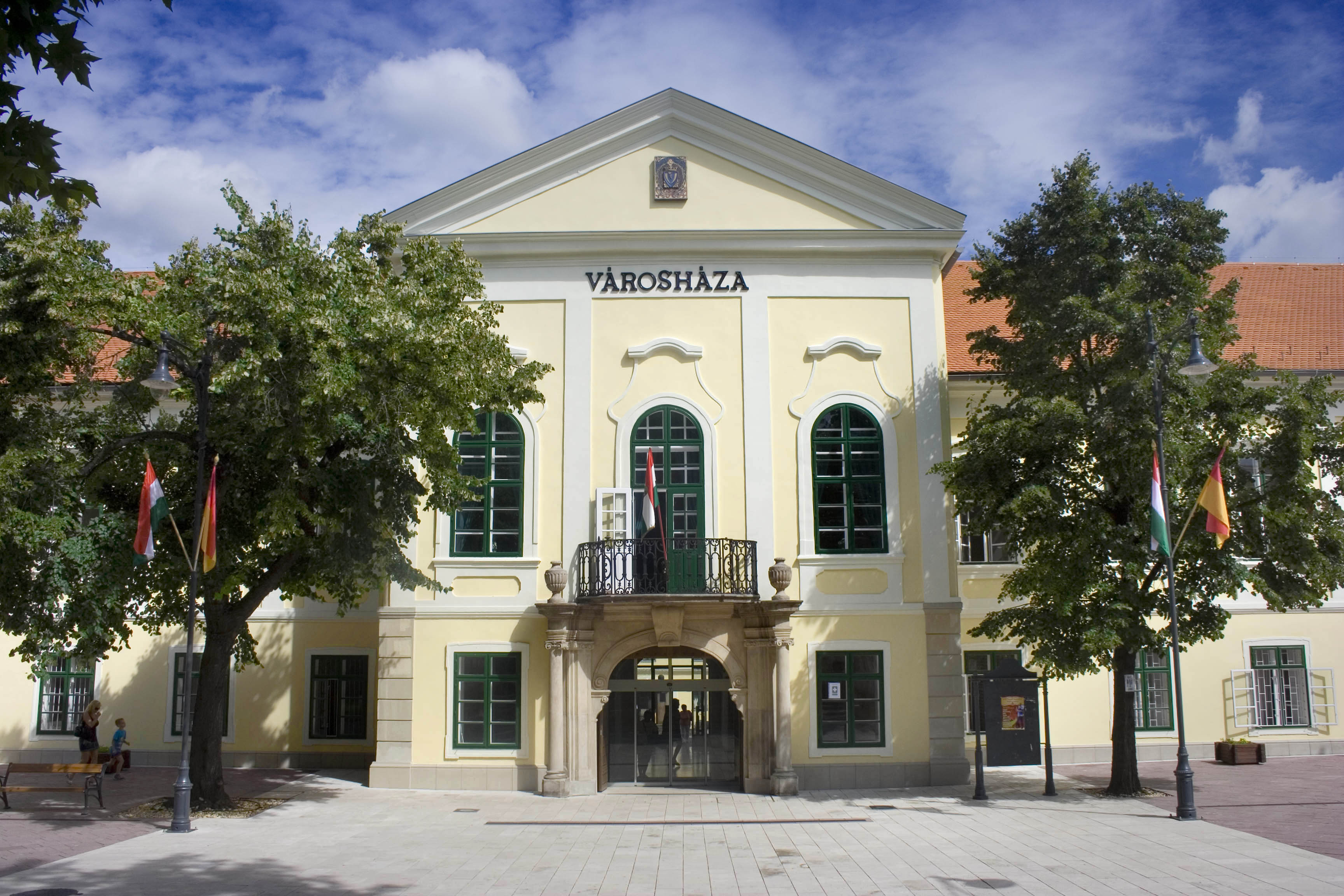
18. századi barokk városháza

A rendszerváltás után Sátoraljaújhely közigazgatási rendszere is átalakult, a városi, járási és megyei tanácsokat felváltották az önkormányzati rendszerek. A városban létrejött Sátoraljaújhely Város Önkormányzata, melynek döntéshozó testülete a képviselő-testület, élén a közvetlenül választott polgármesterrel. Az önkormányzat feladatai ellátására több intézményt és gazdasági társaságot alapított, amelyek a város működését és fejlesztését szolgálják.
A központosított államigazgatás területén a megyei kormányhivatal területi szervei, a rendőrség, a tűzoltóság, a bíróság, az ügyészség, valamint az egészségügyi intézmények, mint például a Sátoraljaújhelyi Erzsébet Kórház, továbbra is fontos szerepet játszanak a város életében.
A város oktatási rendszere sokszínű, állami, egyházi és alapítványi fenntartású intézmények is működnek itt. A közoktatási és szakképzési intézmények közé tartoznak általános iskolák, művészeti iskolák, valamint gimnáziumok, szakképző- és szakközépiskolák, amelyek biztosítják a helyi és a környékbeli fiatalok oktatását.

## Helyi sajtó és média
Sátoraljaújhelyben a Zemplén TV szolgálja ki a helyi lakosságot, amely önkormányzati tulajdonú regionális közszolgálati televízióként működik. A televízió adásai a Magas-hegyen elhelyezett műsorszóró adón keresztül jutnak el a környező régiókba, beleértve a Hegyközt, Bodrogközt, Hegyalját, valamint Kelet-Szlovákia és Kárpátalja magyarlakta településeit. 2013-tól a Zemplén TV digitális adását az UHF 55-ös csatornán sugározza. A városban és környékén több rádióállomás is elérhető, köztük a Szent István Rádió (FM 90.6 MHz), az MR1 – Kossuth Rádió (FM 91.9 MHz), az Európa Rádió (FM 100.0 MHz), valamint a Zemplén FM (FM 104,9 MHz). A helyi újságok közé tartozik az Újhelyi Körkép és a Helyi Krónika. A megyei és körzeti sajtótermékek között említhető az Észak-Magyarország napilap, a KULCS magazin, valamint a Nexus Zemplén, amely helyi híreket közvetít.

## Közélet
A közéletet Sátoraljaújhelyen a közigazgatási, egyházi, civil és gazdasági szervezetek vezetői formálták, akik különböző fórumokon, a sajtóban, a nyilvánosság előtt is véleményformáló szerepet töltöttek be.

### Polgármesterek
- 1990–1993: Katona Rezső (KDNP)[13][14][15]
- 1994–1994: Laczkó Károly (SZDSZ)[14][16]
- 1994–1998: Laczkó Károly (SZDSZ–Fidesz–KDNP–MDF)[17]
- 1998–2002: Szamosvölgyi Péter[18] (Fidesz–MDF)[19]
- 2002–2006: Szamosvölgyi Péter[18] (Fidesz)[20]
- 2006–2010: Szamosvölgyi Péter[18] (Fidesz–KDNP)[21]
- 2010–2014: Szamosvölgyi Péter[18] (Fidesz)[22]
- 2014–2019: Szamosvölgyi Péter[18] (Fidesz–KDNP)[23]
- 2019–2024: Szamosvölgyi Péter[18] (Fidesz–KDNP)[24]
- 2024–: Szamosvölgyi Péter[18] (Fidesz–KDNP)[1]

1993 júniusában a tisztség megüresedett Katona Rezső halála miatt, a képviselő-testület azonban csak harmadik alkalommal, 1994. január 27-én tudott új polgármestert választani a helyére.

## Híres személyek
Sátoraljaújhely városa számos olyan személyiség szülőhelye, akik jelentős szerepet játszottak a magyar kultúrában, tudományban és közéletben. A város története során itt született vagy élt több festőművész is. Az irodalmi élet is gazdagodott Sátoraljaújhelyről származó írók és költők munkássága által, akik közül néhányan a magyar irodalom meghatározó alakjaivá váltak. A város orvosi és tudományos hagyományai is jelentősek, több elismert orvos, gyógyszerész és kutató is innen indult el pályafutásán, hozzájárulva az ország egészségügyi és tudományos életének fejlődéséhez. Emellett a város színházművészeti élete is figyelemre méltó, több neves színész és rendező kötődik ide, akik a magyar színjátszás történetében hagytak maradandó nyomot. Végül, Sátoraljaújhely politikai szempontból is jelentős, hiszen több közéleti szereplő és politikus is innen származik, akik fontos szerepet töltöttek be Magyarország történelmi és politikai eseményeiben.

#### Kazinczy Ferenc

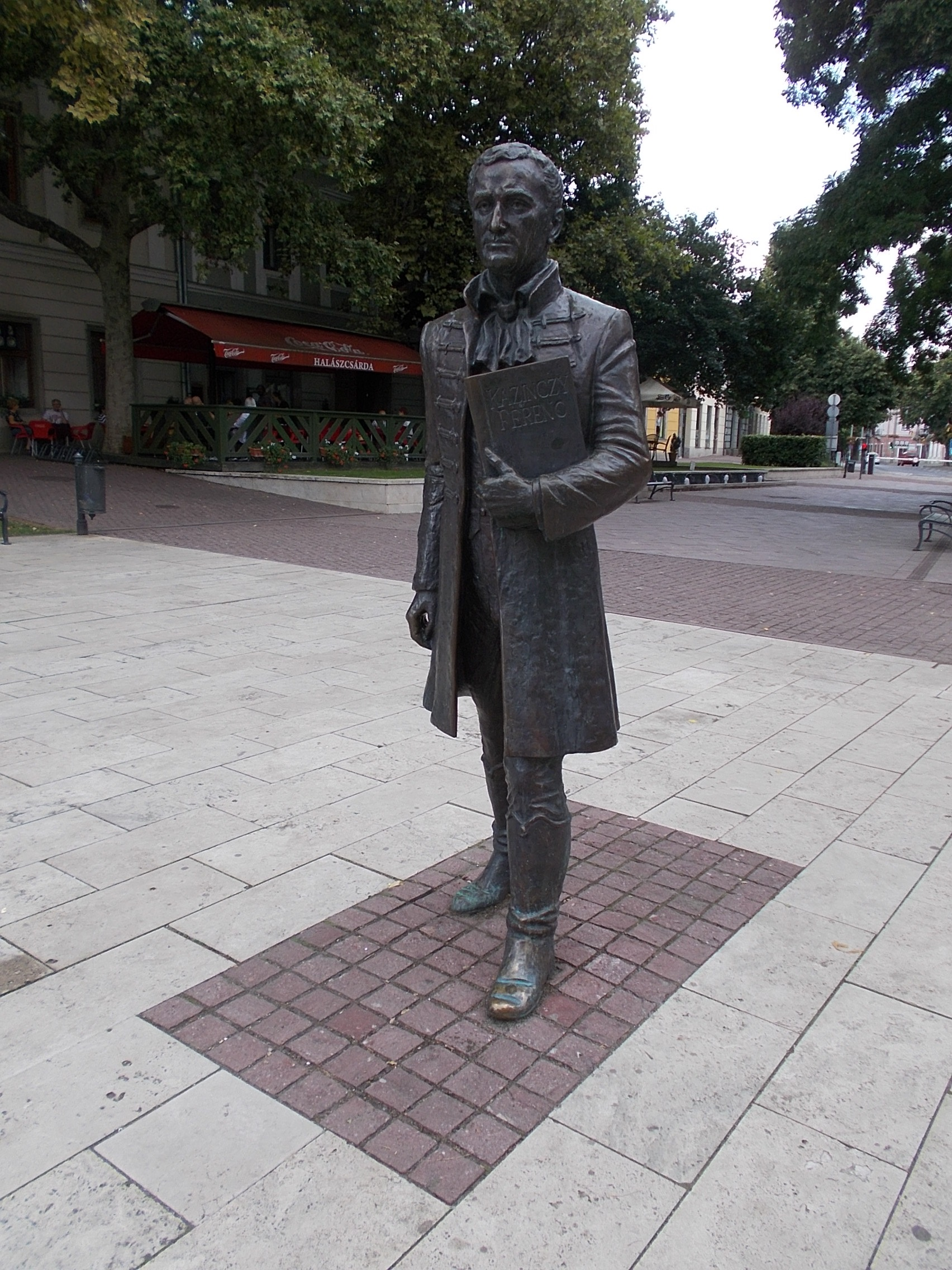
Kazinczy Ferenc szobra

Kazinczy Ferenc 42 évesen telepedett le Sátoraljaújhely határában, kisbányácskai birtokán, amely települést később Széphalomra nevezett át. Széphalom a 19. század eleji magyar irodalom egyik központjává vált. Kazinczy haláláig dolgozott Zemplén vármegye levéltárában, ahol 1815-ben felkérték a vármegyei levéltár felülvizsgálatára. Birtokáról naponta járt be a vármegyeháza klasszicista stílusú épületében kialakított munkahelyére. Széphalmi évei alatt Kazinczy aktívan részt vett Sátoraljaújhely közéletében, és egy ideig a református egyházközösség főgondnokaként is tevékenykedett. A város fontos szerepet játszott a Kazinczy-örökség megőrzésében és a Kazinczy-kultusz kialakításában is. Az 1881-ben alapított Rákóczi szabadkőműves páholy támogatta Kazinczy házának és kertjének megmentését. Kazinczy örökségének ápolását szolgálta az 1883-ban alapított „A magyar nyelvet és népnevelést Zemplén megyében terjesztő egyesület,” amelynek célja a magyar nyelv és népnevelés terjesztése volt Zemplén megye területén. 1902-ben Sátoraljaújhelyen megalakult a Kazinczy Kör, amelynek tagjai között köztisztviselők, tanárok, egyházi személyiségek, orvosok és művelt értelmiségiek voltak. 1909. május 16-án ünnepelte Zemplén vármegye Kazinczy Ferenc születésének 150. évfordulóját. Az ünnepség keretében díszközgyűlést tartottak Kazinczy sírjánál, ahol elhelyezték a vármegye babérkoszorúját.

#### Kossuth Lajos
Kossuth Lajos a piarista rend által fenntartott sátoraljaújhelyi gimnáziumban végezte középiskolai tanulmányait, majd jogi tanulmányait követően, 1820-ban tért vissza a városba. Ekkor joggyakornokként (jurátus) tartotta első nyilvános beszédét a Megyeháza (ma Városháza) erkélyéről. Kossuth Lajost már életében nagy tisztelet övezte Zemplén vármegyében és a városban. Ennek kifejeződése volt, hogy 1892-ben, születésnapján, a megyegyűlés díszpolgárrá választotta. A város szobrot állíttatott Kossuth Lajos tiszteletére, amelyet 1911. május 28-án avattak fel a Főtéren. A szobor talapzatának hátsó oldalán Kossuth Lajos Torinóból írt levelének egy részlete olvasható: „… Én Monokon születtem… de engem életem legelső emlékei Újhelyhez kötnek, a szülőföldhöz való ragaszkodás édességével. Újhely volt gyermekkorom bölcsője… S büszke vagyok arra, hogy magamat újhelyi magyar embernek nevezhetem.”

## Demográfiai adatok

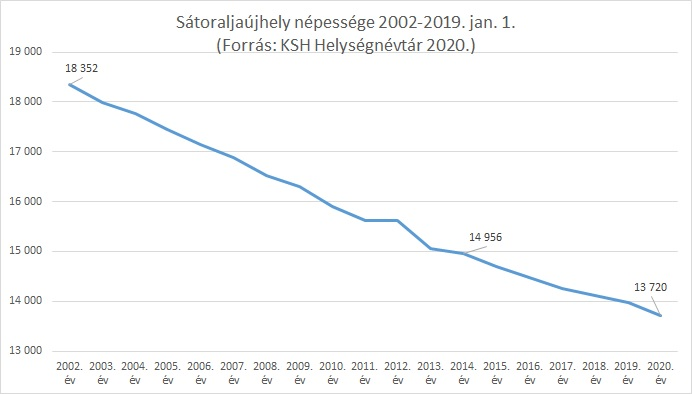
Sátoraljaújhely népességének változása 2002 és 2019 között

A 2001-es népszámlálás adatai szerint Sátoraljaújhely lakossága 18 335 fő volt, akiknek 93%-a magyar, 6%-a cigány, és 1%-a szlovák nemzetiségűnek vallotta magát. Kisebb magyarországi német közösség él a városhoz tartozó Károlyfalva településrészen.
A 2011-es népszámlálás során a 15 655 lakos közül 88,6% magyarnak, 12,3% cigánynak, 1,6% szlováknak, 1,1% németnek, és kisebb arányban románnak, ukránnak és más nemzetiségűnek vallotta magát. A vallási hovatartozás tekintetében a lakosság 32,1%-a római katolikus, 19,4%-a református, 11,9%-a görögkatolikus volt, míg 12,1% felekezeten kívülinek vallotta magát (22,5% nem nyilatkozott).
A 2022-es adatok alapján a lakosság létszáma 13 274 fő. Közülük 88,6%-a magyar, 4,3%-a cigány, 1,4%-a szlovák, és kisebb arányban német, ukrán, bolgár, ruszin és román nemzetiségűnek vallotta magát. Vallási megoszlás tekintetében a római katolikusok aránya 27,5%, a reformátusoké 17,8%, a görögkatolikusoké 10%, míg 6,8% felekezeten kívüli (35,8% nem nyilatkozott).
Sátoraljaújhely történelmi lakosság száma 22.936 fővel 1920-ban érte el a maximumot, ezt követően csökkenés következett be, a második világháborút követően, 1949-ben 17.116 fő volt a város lakosainak száma. Az 1950-es évektől folyamatos növekedési időszak következett, 1980-ra 20.928 főre nőtt a lakosság száma. Ez a szám 1990. évre 19.105 főre csökkent, majd ezt követően folyamatos, nagyobb arányú népességfogyás következett be.

## Története

### Kutatástörténet

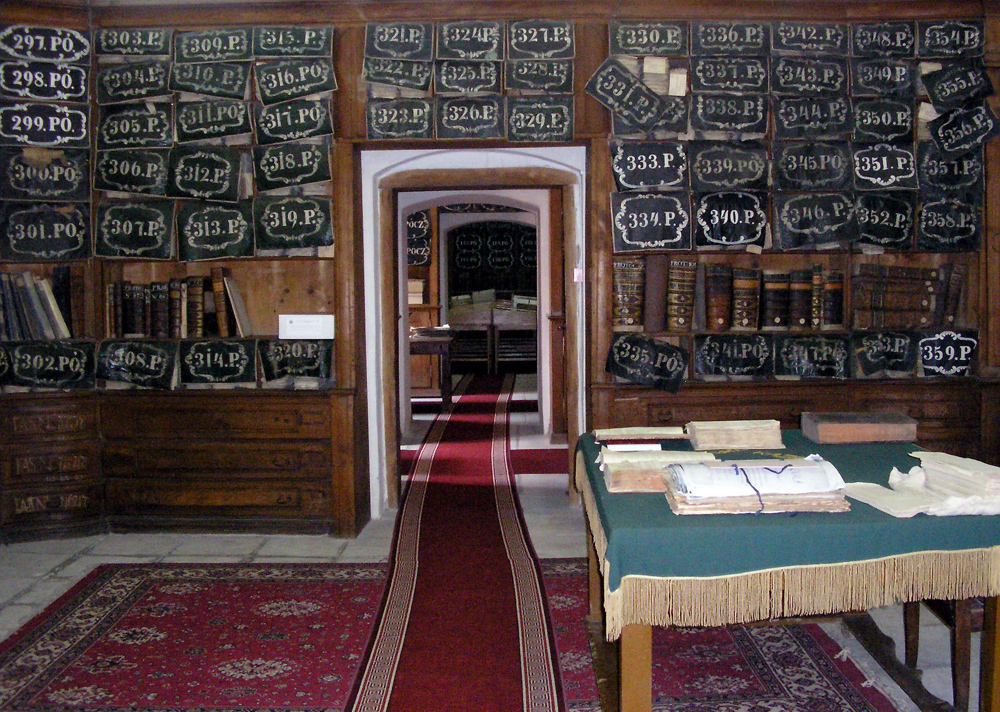
A Zempléni Levéltár termei Sátoraljaújhelyen

A város történelméről számos legenda és történelmi tévedés él a köztudatban, amelyek fő forrása Vende Aladár újságíró és amatőr kutató munkája. Vende Sátoraljaújhelyről szóló írása a Magyarország Vármegyéi és Városai című monográfiasorozatban jelent meg az 1900-as évek elején. A sorozat elkészítésében Vende segédszerkesztőként vett részt, és mint újságíró, a helyszínen gyűjtötte az információkat. A monográfia főszerkesztője Borovszky Samu volt. Vende munkáját a modern történelemtudományi kutatások már meghaladták, ennek ellenére a benne szereplő téves információkat gyakran újrafelhasználják még napjainkban is. Történelmi tévedései ellenére, a könyv érdekes betekintést nyújt a 19. század végi és 20. század eleji Sátoraljaújhely életébe. A város történelmének kutatása a szocializmus időszakában kapott új lendületet. Olyan kutatók foglalkoztak vele, mint Détshy Mihály, Fügedi Erik, Csorba Csaba, Fehér József, Hőgye István és Kováts Dániel. Az ezredforduló után új kutatók is csatlakoztak a település történetének feltárásához. 2005-ben jelent meg Konstantin József monográfiája a városról, amely átfogóan bemutatja és összefoglalja annak történelmét. Később Mihalovicsné Lengyel Alojzia és Zelenák István mellett Tringli István is kiemelkedő szerepet töltött be, akinek számos tanulmánya és könyve a város történelmét dolgozza fel részletesen. 2008 óta a vár régészeti feltárása újabb információkkal gazdagítja a település történelmének megismerését. Az eredményekről több beszámoló is megjelent, melyek szerzői között megtalálhatók Ringer István, Hegyi Dóra, Szoboszlay Gergely és Novák Ádám.

### A honfoglalást megelőző korok

#### Őskor
Az emberi jelenlét a Zempléni-hegység peremvidékein már a paleolit (őskőkorszak) és neolit (újkőkorszak) kortól kimutatható. Az itt található ásványok, mint például az obszidián, jáspis, agyag és kvarcit, felhasználásával készült eszközök maradványai különböző kultúrák jelenlétét igazolják. Kelet-Magyarország, és ezzel Sátoraljaújhely környéke, a gravetti kultúra néven ismert késő paleolit kori vadászó-gyűjtögető csoportok elterjedési területébe tartozott. A mai Sátoraljaújhely beépített területétől délnyugatra, a Bibérc-tanyán, 2002-ben neolitikus településre utaló leletek, köztük cseréptöredékek és obszidiánszilánkok kerültek elő. Sátoraljaújhely környékén, a Ronyva partján, az 1870-es években ásott Új-Ronyva-meder mentén, a város északi részén húzódott a környék első földművelő és állattenyésztő közösség települése, amelyet 4-5 ezer évvel ezelőtt lakhatott egy embercsoport. Az itt megtelepedők földbe mélyített, tapasztott házakban éltek. Szarvasmarhát, juhot és sertést tenyésztettek, kutyákat tartottak, valamint gabonát termesztettek. Az eszközeiket főleg kőből készítették, csiszolással és pattintással alakítva a kívánt formákat. A Sátoraljaújhely területén előkerült festett kerámiák és az agyagból készült szobrocskák, melyek istenségeket ábrázolhattak, kivételes kulturális jelentőséggel bírnak a térségben.

#### Ókor
A Bükkben nagy méretű földvárak és erődített telepek alakultak ki, míg a Felső-Tisza vidékén egy hatalmi központ jött létre. A Bodrogközben feltárt több temető is arra utal, hogy az emberek belakták a régiót. Két évezreden át, Kr. e. 3. évezred elejétől a Kr. e. 1-2. évezred fordulójáig, a bronz eszközöket és fegyvereket készítő népek uralták a Kárpát-medencét. A mai város területétől délre, mintegy 3–4 km-re emelkedő Bibérc homokdombját évezredeken át lakta egy itt megtelepedett embercsoport. Ezen a területen 2002-ben a bronzkori Füzesabony-kultúrához tartozó település maradványaira bukkantak, de részletes feltárásra nem került sor. A Várhegy területe is lakott volt ebben az időben. Itt bronzkori kerámialeletek kerültek elő. A Kr. e. 7-5. században Erdélyt és a Tiszántúlt az iráni eredetű, állattenyésztő lovas nép, a szkíták uralták, akiknek birodalmuk határvidékéhez tartozott a mai Sátoraljaújhely térsége is.
A Kr. e. 3. században kelták települtek le a mai Sátoraljaújhely környékén. Legközelebbi központjuk és erődített településük a Bodrog partján, a mai Zemplén község szélén épült. A területet akkoriban az anartiusok törzse lakta, míg tőlük nyugatra a kotinok területe húzódott. A 2. században fontos kereskedelmi útvonal alakult ki Pannonia római provincia fővárosából, Aquincumból (a mai Óbuda területéről), amely Hatvanon keresztül a mai Miskolc irányába vezetett, majd onnan tovább északkelet felé, a Bodrog mentén. A régióban fennálló intenzív kereskedelmi kapcsolatokra utaló bizonyítékok közé tartoznak a római pénzérmék, amelyeket a sátoraljaújhelyi Vár-hegy oldalában kerültek elő. Itt két római császár, Hadrianus és Antoninus Pius által veretett érméket fedeztek fel. További érméket találtak a Sátor-hegyen, amelyek hadviseléshez köthetők. A 4. század végén a hunok elől menekülő keleti germán népek, mint a vandálok és a gepidák, telepedtek le a zempléni tájakon, majd a századfordulón a hunok is megjelentek a térségben. A hunok uralma körülbelül 150 évig tartott, majd Attila hun király halálát követően a birodalom gyorsan összeomlott. A hunok megsemmisülése után a gepidák létrehozhatták önálló államukat, amely egy évszázadon keresztül állt fenn, és magában foglalta a mai Sátoraljaújhely területét is.

#### Korai középkor
557-ben a Dunántúlt uraló longobárdok szövetséget kötöttek az Al-Duna mentén székelő avarokkal, és közösen megdöntötték a gepidák királyságát. Ekkor a város területe a longobárdok fennhatósága alá került. Uralmuk azonban rövid életű volt; 11 évvel később, az avarok fenyegető hatalma miatt, elhagyták a Kárpát-medencét és Észak-Itáliába költöztek. Távozásuk után a Kárpát-medence az avarok uralma alá került, és megalakult az Avar Kaganátus. Az avarok uralma a 9. század elejéig tartott, és kiterjedt a mai Sátoraljaújhely területére is. Az avarok uralma alatt szlávok kezdtek letelepedni a területen; több hozzájuk kötődő település maradványai kerültek elő a környéken. Az, hogy az avarok megélték-e a magyarok bejövetelét, vita tárgyát képezi a történészek között. A sátoraljaújhelyi római katolikus plébániatemplomtól keletre egy sírt tártak fel 1899-ben, amelyben emberi és lócsontokat találtak, valószínűleg avar kori eredetűek. A lovas temetkezés a sztyeppei népekre volt jellemző, ami alátámasztja, hogy Sátoraljaújhely területén egykor avarok élhettek. A közeli Alsóberecki határában szintén avar kori, 9. századi település maradványaira bukkantak. 2014-ben a honfoglalást megelőző időszakból származó, késő avar kori, feltehetőleg szláv vagy avar település nyomaira bukkantak az Ortói-dűlő néven ismert területen is.

### A honfoglalástól a mohácsi csatáig (895 - 1526)

#### Ismeretlen évszázadok (9-12. század)
Sátoraljaújhely településről semmiféle írott forrás nem áll rendelkezés 1261 előtt. Anonymus a Gesta Hungarorumban említi a környéket, de csak a Sátorhalmának nevezett hegyet (ma: Sátor-hegy) vagy hegycsoportot, valamint a Ronyva és a Bodrog folyókat, településről még nem beszél a krónikás. A mű szerint Árpád vezér Ketelnek adományozta ezt a vidéket: "Árpád vezér küldöttei pedig: Ete apja Ond, Alaptolma apja Ketel és Tarcal kun vitéz, akinek a maga személyében magva szakadt, útközben átúsztatták a Bodrog folyót azon a helyen, ahol ebbe a Sátorhalomról lefutó folyócska beleömlik ("saturholmu descendit in budrug"). S így átjutottak a Bodrog folyón; de miközben az említett folyócskán keltek át nagy vígan, a víz árjában Ketel lova megbotlott, s ő elmerülve társai segítségével is csak alig bírt a halálból kimenekülni. Azt a folyót ezért Ketel társai tréfából Ketelpatakának nevezték el. Majd később Árpád vezér kegyesen ugyanennek a Ketelnek adományozta Sátorhalomtól egészen a Tolcsva vizéig az egész földet lakosaival egyetemben." A környéken - például a közeli karosi temetőben - előkerült jelentős honfoglalás-kori vezéri sírok arra utalnak, hogy ez a terület valószínűleg korai uralkodói szállásterület volt.

#### A város megalapítása
Sátoraljaújhely korai történelme bizonytalan; alapításának körülményei nem teljesen tisztázottak. A 11-12. századból nem maradtak fenn hiteles írott források, amelyek a mai Sátoraljaújhelyre vonatkoznának; ezek csak a 14. századtól kezdve jelennek meg nagyobb számban. Továbbá a város belterületének és környékének régészeti feltárása még nem történt meg, ami szintén nehezíti a korai történelem rekonstruálását. Sátoraljaújhely hivatalos alapítási évének 1261-et tekintik, amikor V. István herceg kiváltságokat adományozott az akkor még Sátorelő néven ismert település lakóinak. István, mint herceg, szerette volna jelentősen előremozdítani a falvak és városok fejlődését az általa irányított országrészben, ezért 1261-ben városi rangot és az ezzel járó kiváltságokat adományozott a közösségnek. Ezek a gazdasági, kormányzati és kereskedelmi jogok nagymértékben ösztönözték a betelepülést és a város fejlődését. Nem egyértelmű, hogy a kiváltságlevél kibocsátása előtt voltak-e már épületek a mai város területén, vagy csak ezt követően kezdték el az első építményeket felhúzni. Bár lehetséges, hogy már létezett néhány épület, a kiváltságok hatására hospesek (telepesek) érkeztek, ami a későbbi dokumentumokban úgy jelenik meg, mintha új várost alapítottak volna. Emiatt egyes történészek, például Tringli István, a kiváltságlevelet alapítólevélnek tekintik. A királyi betelepítés következtében a város neve is megváltozott. Egy IV. László által 1282-ben kiadott oklevél már „Sátoralja Újhely” (Saturalia Wyhel) néven hivatkozik a településre. A telepesek etnikai hátteréről csak feltételezések vannak; a környék más településeihez hasonlóan – mint például Bodrogolaszi – lehettek nyugat-európai vallonok vagy németek, de erre nincs bizonyíték. A város első ismert személynevei sem utalnak vallon vagy német eredetre, így ha voltak is ilyen etnikumú telepesek, valószínűleg gyorsan beolvadtak a magyarságba. Mivel a 13. században a jobbágyok még szabadon költözhettek, ezért valószínűbb, hogy a telepesek inkább helyi népekből - magyarokból, szlovákokból vagy lengyelekből álltak.

#### A kiváltságlevél tartalma
Az 1261-es sátoraljaújhelyi kiváltságlevél számos jogot és kötelezettséget rögzített a város lakói számára. A kiváltságlevél alapján a lakosoknak földbért kellett fizetniük Szent István napján, amely két pondusnyi (4,87 gramm) ezüst értékének felelt meg. A bíráskodás terén a pataki ispán nem rendelkezhetett felettük; kisebb ügyekben saját bírájuk hozott döntést, míg nagyobb esetekben a király ítélkezett. A lakosok szabad halászati jogot kaptak a Bodrog folyón, amely korábban a sárospataki földesurat illette meg. Öröklési jogaik szerint az örökös nélküli telepesek jószágaik felett szabadon rendelkezhettek. Emellett vámmentes vásárt tarthattak hétfőnként, és a szabad emberek szabadon letelepedhettek a városban. Évente lehetőségük volt új bírót választani, valamint szabadon választhattak papot is. A város lakói vámmentességet élveztek a környező hét vármegyében, és veszély esetén a Sátor-hegyi várba menekülhettek, ahol a várnagy ítélkezett felettük. Szabadon küldhettek követet a királyhoz.
A kiváltságok mellett a lakosokra kötelezettségek is hárultak. Tizedet kellett fizetniük, ahogyan a pataki hospeseknek is. Ha egy év alatt nem építettek a telkükön, elveszíthették azt. Közösen kellett gondoskodniuk a vár ciszternájának vízellátásáról, és részt kellett venniük a helyi igazságszolgáltatásban. Katonai szolgálatot kellett teljesíteniük a város és a vár védelme érdekében, valamint kötelesek voltak vendégül látni a királyt, ha az ellátogatott hozzájuk.

#### Az első épületek
Sátoraljaújhely első jelentős építményei közé tartozott a városközpontban épült Szent Imre plébánia, a Szent Egyed pálos kolostor, a Szent István ágostonos kolostor, valamint a Várhegyen épült vár. A Szent Imre plébánia a 13. század közepén épült a mai katolikus főplébániatemplom helyén. Eredetileg kelet-nyugati tájolással rendelkezett, ami a középkorban gyakori volt, és a 18. század elejéig fal vette körül. A templom környékén a főút kiszélesedett, majd újra összeszűkült, kialakítva egy orsó alakú teret, amelyen létrejött a város központja. A templom körül elhelyezkedő főút és néhány párhuzamos utca alkotta a város korai magját, és itt jött létre az első piac is.
A Szent Egyed pálos kolostor és a Szent István ágostonos kolostor építésének pontos dátuma nem ismert, de valószínűleg egybeesik a város megalakulásával. A Szent Egyed pálos kolostor a város határain kívül, a később Barátszernek nevezett területen telepedett meg. A remetéket, akik később a kolostort megalapították, egy 1281-ben keletkezett oklevél említi először. A Szent István ágostonos kolostor a település határain belül feküdt, és jobbágyai a város lakói voltak. Erről a szerzetesrendről először egy 1324-ben keletkezett irat tesz említést.
Az sátoraljaújhelyi vár építésének pontos időpontja nem ismert, de valószínűleg a 13. század első felében kezdődött. Sátoraljaújhely vidéke ekkor a pataki erdőispánsághoz tartozott, és a korabeli források "Patak váraként" hivatkoznak rá, ami akkoriban még nem a jóval később épült Sárospataki várat jelentette. Sárospatak 1201-es kiváltságlevele még nem említi a várat, ami arra utal, hogy annak építése később kezdődhetett. Az 1261-es újhelyi kiváltságlevél szerint, amikor V. István ifjabb király kiváltságokat adományozott Sátoraljaújhelynek, a vár építése már folyamatban volt. 1262-ben István herceg a Balogsemjén nemzetséghez tartozó Ubul fia Mihály ispán részére adományozta a sátoraljaújhelyi vár északi tornyát, amely ekkor még nem volt teljesen kész. A Balogsemjén nemzetség ezen ága csak István hercegsége és királysága, valamint IV. László uralkodása alatt birtokolta a vár egy részét; később azonban elveszítették befolyásukat és ezzel együtt a várrészüket is. Mindezek alapján valószínűsíthető, hogy a vár építése a 13. század első felében kezdődött és a második felében fejeződött be. A vár jelentette a város egyetlen védelmét, ugyanis védművek vagy falak építésére soha nem kapott engedélyt.

#### Királyi birtok és belháborúk (13. század)
A 13. század második felében Sátoraljaújhely gazdasági szerepe egyre erősödött, különösen a szőlőkultúra és a borkészítés révén, amely a város legfontosabb bevételi forrásává vált. Bár az első kiváltságlevél még nem utalt szőlőművelésre, a 14. századból már számos adat található erre vonatkozóan. A várat eredetileg a tatárok elleni védekezés céljából építhették, azonban az első jelentős katonai konfliktus, amely a város környékét érintette, 1264-ben történt. Ebben az évben belháború tört ki IV. Béla király és fia, István herceg között, amely során a környéken is komoly harcok zajlottak. 1281-ben vagy 1282-ben újabb konfliktus érintette a környéket, amikor az Aba nemzetséghez tartozó Finta lázadt fel IV. László király ellen, aki egy hónapot töltött Sátoraljaújhely várában. Később, 1285-ben, a tatárok ismét betörtek Magyarországra, és bár a környéken is pusztítottak, nem egyértelmű, hogy Sátoraljaújhelyt közvetlenül érintette-e ez az esemény. Ebben az időszakban Sátoraljaújhely mindvégig a pataki erdőispánság részét képezte, amelyet az Árpád-házi uralkodók közvetlen irányításuk alatt tartottak.

#### A tartományurak kora (14. század)
1301-ben kihalt az Árpád-ház, és ez a település történelmére is hatással volt. 1312-ben komoly harcok zajlottak a vidéken, amikor Aba Amádé fiai fellázadtak I. Károly király ellen, és támadásokat indítottak a pataki ispánság és a király hívei ellen. Az uralkodó június 15-én Rozgonynál verte le a lázadást. Pár évvel később, 1314 második felében vagy 1315 elején, a király újabb lázadás célpontjává vált, amikor az Ákos nemzetségbeli István nádor fiai, Csák Máté harcosainak segítségével, felgyújtották Sárospatakot. 1316 végén Petenye fia Péter, zempléni ispán is fellázadt a király ellen, bár ennek a lázadásnak az eseményeiről keveset tudunk. Az 1312 és 1316 közötti harcok valószínűleg Sátoraljaújhelyt is érintették, bár erről a források nem nyújtanak konkrét információt. Az Árpád-háziak uralkodása alatt a pataki ispánság – és ezzel együtt Sátoraljaújhely – végig királyi fennhatóság alatt maradt, azonban Károly Róbert uralkodása alatt kétszer is elajándékozták. Először valamikor az 1310-es évek harcai során, majd 1327 körül. Ennek következtében a település kiváltságlevele a középkori jogrendszer szerint érvényét vesztette, mivel a benne szereplő kiváltságokat csak közvetlen királyi uralom alatt lehetett értelmezni.

#### A Perényi és Pálóci családok uralmának kezdete (15. század)
1390-ben Perényi Miklós szörényi bán kérte Zsigmond királytól a pataki uradalmat, és bár a király kiállította az adományozásról szóló oklevelet, Perényi mégsem lett a birtok tulajdonosa. Ennek oka az volt, hogy Patak és környéke Mária királynő kezén volt, aki nem járult hozzá az adományozáshoz. 1392-ben Zsigmond király mégis elcserélte ezt a birtokot Perényivel, és neki adta Sárospatakot annak tartozékaival együtt. Ez az adományozás azonban nem jelentette azt, hogy a birtok teljesen kikerült volna a királyi joghatóság alól, mivel a király fenntartotta a jogot, hogy a birtokot visszavegye vagy más hűbéresének adományozza. A birtoklás gyakran átmeneti volt, különösen ha az adott nemesi család kihalt vagy elvesztette a királyi kegyet. Perényi Miklós 1428-ban utódok nélkül elhunyt, ezért Sátoraljaújhely és a pataki ispánság visszaszállt a királyra.
1429-ben Zsigmond király a pataki uradalmat a Pálóci testvéreknek adományozta: György esztergomi érseknek, Mátyus országbírónak és Imrének. A Pálóciak uralma alatt, 1450-ben, hosszú idő után először bővült az uradalom területe, ugyanis megvásárolták a Sátoraljaújhellyel szomszédos Szépbányát, más néven Bányácskát, amely ma Rudabányácska néven ismert. 1453-ban, amikor V. László elfoglalta a magyar trónt és igyekezett stabilizálni a polgárháború utáni helyzetet, megerősítette a Pálóciakat birtokaikban, köztük a pataki uradalomban is. 1490–1492 között, amikor János Albert lengyel herceg megkísérelte megszerezni a magyar trónt, a Pálóciak Sátoraljaújhely várából akadályozták meg, hogy a lengyel trónkövetelő magyar hívei elérjék a herceg táborát. Válaszul a lengyel csapatok rövid időre elfoglalták a várat és Patak városát, valószínűleg Sátoraljaújhellyel együtt. 1514-ben a város lakói közül többen is csatlakoztak a Dózsa György-féle parasztfelkeléshez. A tömeg feldúlta a két helyi kolostort, birtokaikat elfoglalta, és megsemmisítette azok okleveleit. A Pálóciak 1526-ig maradtak az uradalom birtokosai, függetlenül attól, hogy időnként felosztották egymás között vagy zálogba adták azt.

### Mohácstól a Rákóczi-szabadságharcig (1526–1711)

#### A mohácsi csata következményei és a Perényiek második uralma (16. század)
A Perényi család 1508-ban megszerezte a dél-dunántúli Siklós várát, amelyet fő rezidenciájukként választottak. Az oszmán birodalom terjeszkedése miatt azonban úgy döntöttek, hogy székhelyüket az északkeleti országrészbe helyezik át, és Sárospatakot választották új központjuknak. Fontos megjegyezni, hogy ez a döntés még nem jelentette azonnali költözésüket, mivel Sátoraljaújhely ekkor még a Pálóci család birtokában volt egészen 1526-ig. A mohácsi csatát követően, amelyben Pálóci Antal, aki nem hagyott maga után fiúörököst, életét vesztette, birtokai Perényi Péter, temesi ispán kezére kerültek. Perényi Péter, aki Pálóci Antal anyjának rokona volt, kihasználta a csata utáni zűrzavart, és elfoglalta a pataki uradalmat. Bár lépése jogilag vitatható volt, birtoklását először Szapolyai János, majd I. Ferdinánd is elismerte politikai támogatás fejében. Az átköltözés során a Perényi család jelentős számú szlavón (a korabeli források szerint "tót") és magyar nemest, valamint jobbágyot hozott magával, akik főként Sárospatakon és Sátoraljaújhelyen telepedtek le. Szolgálataikért cserébe földjeik és házaik mentesültek a földesúri terhek alól. A Perényi család, különösen a nádori vagy terebesi ág, két generáción keresztül birtokolta az uradalmat, és számos jelentős változást hozott, amelyek hosszú távon meghatározták a város fejlődését.
A Perényi család uralma kezdetben számos kihívással szembesült. Perényi Péter 1526-ban I. Ferdinánd király oldalára állt, aminek következtében Szapolyai János a Perényiek birtokait királyi tulajdonnak nyilvánította, bár ténylegesen nem tudta azokat megszerezni. János király ekkor Sátoraljaújhelyt saját városának tekintette. 1528 februárjában Szapolyai János, miután menekült az ország közepéről, személyesen ostromolta meg a várat, és az ostrom idején a pálos kolostorban lakott. A várat védő Atinai Simon várnagy végül megadta magát, de 1528 nyarán Ferdinánd seregei visszafoglalták a várat. Szeptemberben Atinai újra elfoglalta a várat, amely ezt követően azon kevés erődítmények egyikévé vált, amelyek hűek maradtak Szapolyaihoz a következő hónapokban is. 1529 tavaszán Perényi Péter saját seregeivel ostromolta meg a várat, és új várnagyot nevezett ki. Az ostromok során a katonák a környező területeket is pusztították, és János király hívei továbbra is betörtek az uradalom területére. Perényi, azért hogy elkerülje, hogy nemrégiben épített Sárospataki vára szomszédságában egy nehezen védhető erődítmény maradjon, nem törekedett az sátoraljaújhelyi vár újjáépítésére. 1538-ra a várat már romos állapotban említették, és később sem próbálták helyreállítani. A vár körüli harcok valószínűleg a város életére is negatív hatással voltak. Az sátoraljaújhelyi vár megsemmisülése után a Perényi család úgy döntött, hogy Sárospatakot erősítik meg. Falakkal vették körül a várost, és ott új rezidenciát építettek maguknak. A falakkal védett településeket Magyarországon akkoriban "civitasnak" nevezték, még akkor is, ha földesúri irányítás alatt álltak. Ennek eredményeként Sárospatak civitas rangot kapott, míg Sátoraljaújhely továbbra is mezővárosként (oppidum) maradt ismert.
Az 1530-as években kezdtek elterjedni a reformáció tanai Sátoraljaújhelyen, miután Perényi Péter támogatni kezdte a reformáció eszméit. A katolikus egyházi intézményrendszer megszűnése már ebben az időszakban megkezdődött. Az 1540-es években Perényi Gábor, a város földesura, irányításával folytatódott a város és az egész uradalom reformálása. 1548-ra már bizonyosan protestáns lelkész szolgált a városban. Mivel a Perényi család evangélikus hitvallású volt, a sátoraljaújhelyi gyülekezet is evangélikus hitvallást követett egészen 1567-ig. Ezt követően, bár formális váltás nem történt, a város és környéke lakói fokozatosan áttértek a helvét hitvallásra.
Perényi Péter fia, Perényi Gábor, 1563-ban megállapodást kötött Miksa királlyal birtokai jövőbeli sorsáról. A megállapodásban elfogadta, hogy amennyiben fiúörökös nélkül hal meg, a pataki uradalom a törvényes öröklési rend alapján visszaszáll a királyra. 1566-ban I. Szulejmán szultán hadjáratot indított Magyarország ellen, amelyben szövetségese, János Zsigmond erdélyi fejedelem is részt vett. János Zsigmond feladata az volt, hogy az ország keleti részén kösse le a királyi csapatokat, míg az oszmán fősereg a Dunántúlon harcolt. János Zsigmond mellett egy krími tatár kontingens is érkezett, amely valószínűleg északról, a Bózsva völgyén keresztül hatolt be a pataki uradalomba, és hatalmas pusztítást végzett. Sátoraljaújhely városa története során talán a legsúlyosabb háborús károkat szenvedte el: a krími tatárok a város épületeinek 86%-át felégették, beleértve az ágostonos kolostort is, és számos lakost rabszolgának hurcoltak el.
Az ágostonos kolostort már korábban feloszlatták vagy magától megszűnt, de amikor a tatárok felgyújtották, az épület már elhagyottan állt. Birtokait és ingatlanait az uradalom már korábban lefoglalta, és a kolostor emléke fokozatosan elhalványult. A pálos kolostor története azonban másként alakult. A reformáció első évtizedeiben a kolostor fennmaradt, részben azért, mert önálló birtokként működött, és a környező protestáns földesurak nem rendelkeztek teljes joggal felette. A szerzetesi élet azonban fokozatosan megszűnt: a város lakói protestánsokká váltak, megszűntek az adományok, ami a kolostor felbomlásához vezetett. Perényi Gábor elvitte a kolostor arany- és ezüst kegytárgyait, valamint a miseruhákat, és lefoglalta a kolostor jószágait. 1559-ben állítólag visszaszolgáltatta az elvett értékeket, cserébe a pálosok lemondtak a perindításról. 1567-ben Perényi Gábor elhunyt, és vele együtt kihalt a Perényiek leggazdagabb ága. Halála után a pataki uradalom visszaszállt a királyra, és a kamara vette át a kezelését.

#### Átmeneti időszak (1567–1608)
A mohácsi csatában elesett Pálóci család birtokaira a ruszkai Dobó-család is igényt tartott, ám nem sikerült megszerezniük azokat a Perényi családtól. Az utolsó Perényi családtag 1567-es halála után a város visszakerült a királyhoz, és kamarai birtokként kezelték. Ekkor nyílt újra lehetőség a Dobó család számára. 1573-ban Miksa király zálogba adta az uradalmat Dobó István özvegyének és fiának, Dobó Ferencnek. Dobó Ferenc 1602-es halála után a birtok öröklése bonyolult jogi folyamaton ment keresztül. Először a királyi kamara foglalta le, majd egy éves vita után Dobó Ferenc özvegye, Perényi Zsófia kapta meg. Az 1604-ben kitört Bocskai-felkelés idején a királyi csapatok és Bocskai hajdúi többször átvonultak a környéken, jelentős pusztítást végezve. 1605-ben Giorgio Basta királyi hadvezér seregei, majd 1606-ban és 1607-ben Bocskai hajdúi dúlták fel a várost. Basta csapatai még a szőlőhegyi épületeket is felgyújtották, ami jelentős károkat okozott. Az „újhelyi szőlők pusztulására” a későbbi években, például 1617-ben is hivatkoztak. 1608 után a birtok Zeleméri Borbálára szállt, majd az ő lánya, Lorántffy Zsuzsanna révén I. Rákóczi György birtokába került. A Dobó család és örököseik, majd a Rákócziak a református hitet követték, és az 1670-es évekig a város lakosságának többsége is így tett. A reformáció jelentős hatást gyakorolt a város szellemi arculatára, meghatározva annak kulturális és vallási életét.

#### A Rákócziak kora (17. század)
1630-ban II. Ferdinánd király lemondott a pataki uradalom zálogjogáról, és örökösödési joggal átadta azt I. Rákóczi Györgynek és feleségének. Ugyanebben az évben I. Rákóczi György erdélyi fejedelem lett, és a Rákóczi család több tagja is viselte ezt a tisztséget a későbbiekben. Bár Erdélyben önálló fejedelemként uralkodtak, pataki uradalmuk a Királyi Magyarország területéhez tartozott, amelyet – más nemesekhez hasonlóan – királyi kegyből birtokoltak, még akkor is, ha konfliktusban álltak a Habsburg uralkodóval. 1644-ben Eszterházy Miklós, a Rákóczi György ellen harcoló királyi hadvezér, pusztítást végzett a pataki uradalom területén, beleértve a borsi kastélyt és Sátoraljaújhely városát is, amelyet ki is fosztott. 1648-ban I. Rákóczi György elhunyt, és végrendeletében a pataki uradalmat özvegyére, Lorántffy Zsuzsannára, valamint fiára, II. Rákóczi Györgyre hagyta. A Rákócziak idején növekedett a nemesség aránya Sátoraljaújhelye; 1648-ban már 26 kiváltságos nemesi házat jegyeztek fel a városban. A legnagyobb telekkel a Hartai család rendelkezett, akik négy telek összevonásával alakítottak ki egy kis uradalmat, amelyet Hartai szer néven említettek. 1654-ben Lorántffy Zsuzsanna egy földesúri kastélyt építtetett, valószínűleg az egykori ágostonos kolostor helyén. A kastély virágkora azonban csak néhány évig tartott, mivel a pataki uradalom későbbi urai nem laktak itt, így a kastély félig üresen álló gazdasági épületként omladozott a város szélén. II. Rákóczi György 1660-ban hunyt el, és birtokai özvegyére, Báthory Zsófiára, valamint fiára, az ifjú I. Rákóczi Ferencre szálltak.
Báthory Zsófia férje halála után visszatért a katolikus hitre, és fiával együtt katolikussá vált, amivel a korábban a reformációt támogató Rákóczi család a katolicizmus mellé állt. Ezzel Sátoraljaújhelyen megkezdődött az ellenreformáció. Báthory Zsófia birtokain, így Sátoraljaújhelyen is, megvonta a református egyház jövedelmeit, és megkezdte a templomok átvételét, amelyeket katolikusoknak adott át. Az 1663-64-es török háború további megpróbáltatásokat hozott a térség számára. I. Rákóczi Ferenc csatlakozott az I. Lipót király ellen szervezkedő Wesselényi-összeesküvéshez, amelyet 1670-ben lelepleztek. Bár Rákóczi kegyelmet kapott, a sárospataki várat a királyi katonaság szállta meg, és a Sátoraljaújhelyen élő nemesek közül többen elvesztették birtokaikat. A birtokaikat elvesztő, többségükben református nemesek Erdélybe menekültek, ahol hadakat gyűjtöttek. Ezeket az elmenekült nemeseket később kurucoknak nevezték, akik 1672-ben és 1678-ban támadásokat indítottak a királyi csapatok által megszállt pataki uradalom ellen.
A kuruc támadások 1682-ben értek véget, amikor I. Rákóczi Ferenc özvegye, Zrínyi Ilona, házasságot kötött Thököly Imrével, a kurucok vezetőjével. 1683-ban a királyi csapatok kivonultak Patakról, és az uradalom Thököly uralma alá került, amíg 1685-ben a királyi hadsereg vissza nem foglalta a sárospataki várat. Az uradalom és Sátoraljaújhely ezután kamarai kezelésbe került 1688-ig. A kurucok támadásai és Thököly uralmának megszűnése súlyos elszegényedést hozott a város lakosságára. Az 1688-as urbárium szerint csak néhány háztartás maradt adóképes, és az uradalmi épületek is hanyatlásnak indultak. A város külsején is jól láthatóak voltak a pusztulás nyomai: a kastély elhanyagolt állapotban volt, és a fogadó is leégett.
1697-ben egy rövid ideig tartó parasztfelkelés tört ki a területen, amelyet a hegyaljai felkelés néven ismer a történelem. Ebben 55 sátoraljaújhelyi lakos vett részt, nemesek és parasztok vegyesen. A mozgalom a sátoraljaújhelyi Boldogasszony napi vásáron kezdődött, ahol a felkelők megölték a pataki vár katonai parancsnokát, és elfoglalták a pataki és a tokaji várat, de a felkelést néhány héten belül leverték.
I. Rákóczi Ferenc gyermekei, Julianna és II. Rákóczi Ferenc, 1693-ban megosztották örökségüket, amit 1699-ben véglegesítettek. A pataki uradalom és Sátoraljaújhely városa teljes egészében II. Rákóczi Ferenc tulajdonába került. 1701-ben Rákóczi részt vett egy összeesküvésben a király ellen, ami miatt letartóztatták, de sikerült megszöknie, és Lengyelországba menekült. Birtokait, beleértve a pataki uradalmat is, a királyi kamara lefoglalta, majd 1702-ben a sárospataki várat lerombolták. 1703-ban Rákóczi visszatért Lengyelországból, és háborút indított I. Lipót ellen, amely a Rákóczi-szabadságharc néven vált ismertté. A kuruc seregek elfoglalták az uradalmat, így Rákóczi ismét birtokosa lett. 1704-ben egy tűzvész teljesen elpusztította a Barátszer nevű településrészt. Mivel ez a terület ekkor még nem volt összeépülve a település központi részével, a tűz valószínűleg nem okozott károkat magában a városban. A Rákócziak 1706-ban ispotályt nyitottak a rokkantak és sebesültek gyógyítására. 1710-ben a pataki vár királyi csapatok kezére került, és Sátoraljaújhely is megadta magát. A Rákóczi-szabadságharcot a szatmári béke zárta le, amit II. Rákóczi Ferenc nem fogadott el, ezért a Lengyelországba, majd Franciaországba, végül Törökországba távozott önkéntes száműzetésbe. Birtokait a Habsburgok elkobozták, és ezzel véget ért a Rákóczi-család uralma a város felett.

#### Szepsi Laczkó Máté és a tokaji aszú legendája
A tokaji aszú és Szepsi Laczkó Máté története szorosan összefonódott a magyar bortermelés és a Rákóczi-család történetével. A legenda szerint Szepsi Laczkó Máté, Lorántffy Zsuzsanna udvari papja, készítette el az első aszúbort a fejedelemasszony sátoraljaújhelyi Oremus szőlőjének terméséből, amelyet húsvéti ajándékként mutatott be Lorántffy Zsuzsannának. Bár ez a történet széles körben elterjedt, történészek, például Zelenák István, bizonyították, hogy nincs valóságalapja. Az aszúkészítés folyamata ugyanis már az ókorban is ismert volt, és Magyarországon is már a 16. században említik az aszúbort az írott források. Az egyik legkorábbi írásos említés az aszúról Garai Máté 1571-es öröklevelében található. Mindezek alapján valószínűsíthető, hogy az aszúkészítés folyamata fokozatosan alakult ki a térségben, és nem köthető egyetlen személyhez vagy évszámhoz, így Szepsi Laczkó Mátéhoz sem.

### A Rákóczi-szabadságharc leverésétől a kiegyezésig (1711–1867)

#### Trautson-korszak (1711–1775)
A királyi udvar már 1701-től a koronára szállt birtokként tekintett a pataki uradalomra. I. József király a Rákóczi-szabadságharc idején, 1709-ben zálogba adta a pataki és regéci uradalmakat, valamint néhány, korábban Tokajhoz tartozó falut Johann Leopold Donat Trautson hercegnek. A herceg azonban ténylegesen csak a szatmári béke megkötése után, a harcok lezárultával tudta elfoglalni ezeket a területeket. Az ezt követően megszilárdult egyházi viszonyok révén Sátoraljaújhely többfelekezetű várossá vált, ahol a lakosság többsége római katolikus volt, de jelentős számú görög katolikus és református közösség is élt itt. A 18. században a zsidó lakosság száma is gyorsan növekedett. 1720-ban III. Károly király örökjogon adományozta a birtokot Trautson hercegnek és fiági örököseinek. Az adományozás ellen több nemesi család tiltakozott, és évtizedeken át eredménytelenül pereskedtek a Trautson családdal. 1730 májusában tűzvész pusztított Barátszeren, amely során a későbbi Nagybarátszer utca keleti oldala és a pálos rend gazdasági épületeinek nagy része is megsemmisült. A tűz átterjedt a város Barátszerrel határos részeire is. 1740 augusztusában pestisjárvány tört ki Sátoraljaújhelyen, amely október végéig 893 áldozatot követelt. 1750-ben kijavították a plébániatemplom tornyát, de a templom 1765-ben és 1768-ban ismét leégett. Az sátoraljaújhelyi templom középkori épületéből csak a fő falak, a szentély boltíve és a főoltár maradtak épen. Az országos betelepítési politika részeként az uradalom 1751-ben és 1752-ben német telepesekkel megalapította Trautsonfalvát (ma Hercegkút) és Karlsdorfot (ma Károlyfalva). 1759-ben a feljegyzések szerint a város elkezdett újra benépesülni. 1765-ben egy újabb tűzvész elpusztította a templomot, és jelentős károkat okozott a városban is. 1767-ben Sátoraljaújhelyen már egy orvos és egy gyógyszerész is működött. 1770-ben az sátoraljaújhelyi reformátusok, hivatkozva gyülekezetük több mint hétszáz tagjára, kérték Mária Terézia királynőtől, hogy engedélyezze számukra egy kőből épült imaház felépítését a református temetőben. Az engedélyt azonban nem kapták meg, és csak a türelmi rendelet 1789-es kihirdetése után építhették fel új templomukat. Ebben az időszakban a Trautson család hosszadalmas vizsgálatot folytatott az uradalom területén élő nemesek jogállásának tisztázására, és 1774-ben Mária Terézia úrbérrendezése során elkészítették Sátoraljaújhely hivatalos urbáriumát. Az úrbérrendezés során Sátoraljaújhelyt első osztályú birtoknak minősítették, ami a legmagasabb értékelés volt. A Trautson-korszak 1775-ig, a család férfiági kihalásáig tartott.

#### Habsburg királyi birtok (1775–1806)
A Trautson család férfiági kihalását követően a pataki uradalom ismét királyi birtokká vált, amelynek kezelését a kamara vette át. 1777-ig a kassai kamarai adminisztráció irányította, majd 1777 és 1783 között egy külön erre a célra létrehozott adminisztratúra felügyelte a birtokot. 1783 után a kamara a megszokott módon folytatta az uradalom igazgatását. 1786. március 20-án feloszlatták a pálos rendet, és a rend egykori birtokai az úgynevezett országos vallásalap kezelésébe kerültek. Az 1791-es urbáriumban részletes leírás készült a városról. A város legjelentősebb előnye kereskedelmi elhelyezkedése volt: a rendszeresen tartott hetivásárok, a megyeszékhely státuszából fakadó kereskedelmi előnyök, valamint a lengyel borkereskedők jelenléte mind hozzájárultak a település gazdasági fejlődéséhez. A város lakosságának nagy része szőlőműveléssel foglalkozott, többségük nem birtokosként, hanem napszámosként. 1799-ben vita alakult ki Sátoraljaújhely jogállásáról a város és az uradalom között. Az uradalom szerint Sátoraljaújhely jobbágytelepülés volt, míg a város lakói úgy vélték, hogy a település szabadságjogokkal felruházott városnak számít. A 18. század során párhuzamosan működött a pálos és az városi ispotály, de utóbbi a század végére elhagyatottá és romossá vált. 1803-ban egyesítették a két intézményt: a városi ispotályt felszámolták. Ezek az ispotályok a mai értelemben vett szociális intézmények voltak, és nem kórházak: elsősorban az önellátásra képtelen, többnyire idős, rokonok nélkül maradt embereket fogadták be.

#### Bretzenheim-korszak (1806–1848)
I. Ferenc király 1807-ben a sárospataki és regéci uradalmakat Bretzenheim Károly Ágost hercegnek adományozta, kárpótlásul a napóleoni háborúk során elveszített Rajna-vidéki birtokaiért. 1826-ban újra fellángolt a vita Sátoraljaújhely jogállásáról, amikor az uradalom megtiltotta a városnak, hogy hivatalos irataiban a „privilegialis város” megnevezést használja. 1831-ben kolerajárvány sújtotta a települést, jelentős veszteségeket okozva a lakosság körében. 1833-ban megnyílt az első közkórház, amely fontos szerepet játszott a közegészségügyi ellátásban. 1834. október 15-én, a reggeli órákban földrengés rázta meg Sátoraljaújhelyet. Az épületek kisebb-nagyobb károkat szenvedtek, azonban egyetlen ház sem dőlt össze, és a földrengés nem követelt emberéletet. 1845. július 19-én a Ronyva folyó áradata több kisebb hidat is megsemmisített, és négy ember életét követelte.

#### Az 1848-49-es szabadságharc és következményei
A szabadságharc kitörése után Zemplén vármegye aktívan részt vett a nemzetőrség majd a honvédség újoncainak toborzásában, így Sátoraljaújhelyen is jelentős katonai és szervezési tevékenységek zajlottak. Sokan jelentkeztek önkéntesnek a helyiek közül, azonban voltak olyanok is, akik fizikai alkalmatlanságuk miatt nem vehettek részt a harcokban, jelentkezésüket visszautasították. Ennek ellenére ezek a személyek is aktívan hozzájárultak a nemzetőrség megszervezéséhez adományok formájában, például pénzzel, fegyverekkel és zubbonyokkal támogatták a szabadságharc ügyét. Zemplénben és a felvidéki vármegyékben 1848 októberében attól tartottak, hogy Simunich császári altábornagy 5 ezer fős hadoszlopa a Duklai-hágón át vonul majd a Bécs alatt gyülekező császári hadak megerősítésére, végül azonban Trencsénnél lépte csak át a magyar határt. Pulszky Sándor alezredes és Irányi Dániel, Sáros vármegye kormánybiztosa szervezték meg a katonai védelmet. Az Országos Honvédelmi Bizottmány beosztása szerint Zemplén vármegye a 7. (eperjesi) hadkerülethez tartozott a újonckiképzés és honvédzászlóaljak alakítása szempontjából. A hadkerület vezetésére Pulszkyt nevezték ki. A 42. honvédzászlóalj Sárospatakon alakult, és ide sorozták be az újhelyi újoncokat is. Bár az újoncképzés gyors ütemben zajlott, a néhány hetes kiképzés után az újhelyi csapatok harcértéke még igen szerény maradt. A Mezősy százados parancsnoksága alatt álló, 184 főből álló zempléni III. önkéntes század kimutatásában (1848. október 4.) nyolc újhelyi lakos neve szerepel. Természetesen ennél többen fogtak fegyvert a város lakói közül; például száz helyi zsidó lakos is csatlakozott a nemzetőrséghez.
1848 decemberében a császári hadsereg felső-magyarországi támadása súlyos helyzetet teremtett Zemplén vármegyében, különösen Sátoraljaújhelyen. Franz Schlik tábornok csapatai 8 ezer fővel nyomultak be Galíciából, és december 9-én elfoglalták Eperjest, majd továbbhaladtak Kassára. A helyi lakosságot és a nemzetőrséget aggodalom töltötte el, különösen amikor a lengyel csapatok is megjelentek a környéken, ami miatt sokan pánikba estek. Tállyáról és Sátoraljaújhelyből is jelentős számú nemzetőrt küldtek a harctérre, de ezek a csapatok tapasztalatlanok voltak. December végére Besze János nemzetőr őrnagyot bízták meg a zempléni erők vezetésével, akik nagy lelkesedéssel, de elégtelen felszereléssel készültek a harcra. 1849 januárjában Mészáros Lázár jelentős csapaterősítéseket küldött a térségbe, és bár a magyar csapatok többször is megpróbáltak ellenállni, január 4-én súlyos vereséget szenvedtek Kassánál. Mészáros Lázár csapatait Miskolc és Tokaj környékére vonta vissza, majd lemondott a vezetésről. Január 13-án a parancsnokságot a fiatal Klapka György vette át Tokajban. 1849. január 17-én Schlik megkezdte a támadást, hogy megelőzze a magyar csapatok összevonását. Klapka hadai óvatosan visszavonultak. A császári csapatok Joseph Herzmanovsky őrnagy vezetésével 1849. január 20-án megszállták Sátoraljaújhelyet. Ez a megszállás csak néhány napig tartott de a fenyegetettség tovább megmaradt. Január 22-én Tarcalnál, majd 23-án Bodrogkeresztúrnál került sor ütközetre, amely a császáriak visszavonulásával végződött. A városi tanácsülésen 1849. január 27-én felolvasták a pesti szabad portyázó csapat parancsnokának, Oroszhegyi József századosnak a levelét, amelyben népfelkelést hirdetett, és a toborzott csapatokat Bodrogkeresztúrhoz rendelte. Január 27-én a Mikóházára kiállított figyelők azt jelentették, hogy ellenséges lovasságot észleltek Pálházánál. Január 28-án délelőtt a császári csapatok ismét bevonultak Sátoraljaújhelybe. A sárospataki főbíró január 28-án arról értesítette Sulcz Bódog őrnagyot, hogy a városban a császári sereg létszáma mintegy ötezer gyalogos, továbbá lovasság és öt ágyú is van velük. Az egy nappal későbbi jelentésben már csak feleakkora ellenséges csapatról számoltak be. Február 2-án délután a sárospataki főbíró azt jelentette, hogy már nincs ellenséges csapat Sátoraljaújhelyen.
1849. június 30-án orosz csapatok szállták meg a várost, amelyről Katona Dénes naplója részletesen beszámol. A megszállók között 3600 gyalogos és néhány száz kozák volt, akik a Duklai-hágón keresztül érkeztek. A város lakossága a megszállás idején jelentős nyomás alá került, mivel az orosz katonák gyakran zaklatták és kifosztották a helyieket. Július 2-án az újhelyi tanácsülésen határozat született arról, hogy megtiltják a gabona nagyobb mennyiségű kivitelét a városból, hogy megelőzzék a lakosság ellátási problémáit. Július 11-én egy újabb tanácsülésen döntöttek kisebb értékű pénzjegyek forgalomba hozataláról is, hogy segítsenek a helyi gazdasági nehézségeken. 1849 szeptemberétől a "német világ" korszaka kezdődött Sátoraljaújhelyen. Draveczky Alajos, a császári kormányzat vármegyei elnöke utasítására új városi tanács került Sátoraljaújhely élére.  A hatalom elrendelte a "rossz szellemű" községi és városi elöljárók, valamint iskolamesterek eltávolítását, helyükbe pedig a királyhoz hű embereket ültetett. A Zempléni Casino ellenzéki társaságként való működését a helyi önkényuralmi vezetők jól ismerték, ezért módszeresen felszámolták azt.

### A kiegyezéstől a trianoni békeszerződésig (1867–1920)

#### A boldog békeidők (1867–1914)
A kiegyezést követően, a 19. század második felétől Sátoraljaújhely gyors fejlődésnek indult, amelynek eredményeként a város lakossága fél évszázad alatt megháromszorozódott. Míg 1850-ben a lakosság száma alig haladta meg a 6000 főt, addig az első világháború előtt ez a szám 20 000-re nőtt, és 1920-ban elérte a 22 000 főt. A település a gazdasági fellendülést nagyrészt a galíciai vasúthálózat kiépítésének köszönhette. 1871-ben építették meg Sátoraljaújhelyen a Nagyállomást, és az országban először a Sátoraljaújhely–Miskolc–Budapest útvonalon épült ki kétvágányú vasútvonal, amely jelentős teherforgalmat bonyolított le. A Sátoraljaújhely–Homonna–Przemyśl vasútvonal 1872-ben készült el, amely fokozatosan megnyitotta a Kárpátokon túli területeket a Monarchia nyugati részei felé. A város vasúti csomóponttá vált, ahol több vonal is összefutott Galícia különböző részeiről, köztük a legfontosabbak a krakkói és a lembergi csatlakozások voltak, amelyek Lawoczne felől a Vereckei-hágón át vezettek. Az 1870-es években a település postaközpontot is kapott, ami tovább növelte a város regionális jelentőségét.  A századfordulóra Sátoraljaújhely Északkelet-Magyarország egyik jelentős kereskedelmi és pénzügyi központjává vált. A kapitalista gazdasági struktúra kialakulásában és fejlődésében kiemelkedő szerepet játszott a város zsidó közössége. Ebben az időszakban a várost jelentős migráció érte el, mind Galíciából érkező külső bevándorlók, mind pedig a környező falvakból beköltözők formájában.
A századforduló éveiben jelentős építkezések történtek, amelyek során a központi városrész máig őrzött arculata is kialakult. 1883-ban színházat avattak, 1888-ban pedig megépült a tűzoltólaktanya. 1890-ben sportegyletek alakultak a városban. 1894-ben befejeződött a sátoraljaújhelyi dohánygyár építése, amely még napjainkban is üzemel. A városi villamos erőmű 1896-ban jött létre. 1900-ban tornacsarnok és fürdő nyílt. 1899-től Sátoraljaújhely rendezett tanácsú várossá vált, amellyel nagyobb önkormányzati jogkörökhöz jutott. A 20. század elején további jelentős építkezések zajlottak: 1901-ben megnyitották az új köztemetőt, 1904-ben átadták a Zsidó Kórház épületét, majd 1905 szeptemberében ezzel szemben a Zemplén-vármegyei Erzsébet Közkórház is megnyitotta kapuit. Ugyanebben az évben készült el az igazságügyi palota és a fegyintézet Czigler Győző műépítész tervei alapján. A vízvezeték- és csatornahálózat kiépítése 1906-ban indult. 1908-ban felépült a Kegyesrendi Gimnázium háromszintes épülete is. Az 1890-es évek szőlőpusztulása után 1905-re befejeződött a filoxéravész utáni szőlőrekonstrukció. Az újratelepítéssel új lendületet kapott a borforgalmazás is. 1913–14-ben épült fel Sátoraljaújhely nevezetes borközpontja, a "Bortemplom”, az állomás előtti téren. Az épület homlokzatát a hegyaljai bortermelő városok Zsolnay mozaikból készített címerei díszítik. A pincészet alatt található 37 ágú pince több tízezer hektoliter bor tárolására alkalmas. A 20. század első évtizedében korszerűsítették az úthálózatot is.
Az első sátoraljaújhelyi lap, a "Zemplénmegyei Híradó" (1864-től Zempléni Híradó) 1862-ben indult, majd 1870-től a „Zemplén” című hírlap is megkezdte működését.  A kiegyezést követően pezsgő kulturális élet jellemezte a települést. 1871-ben, amikor Magyarországon a mezővárosi rangot országosan megszüntették, Sátoraljaújhely nagyközséggé alakult át. Az életminőség egyre inkább polgári jelleget öltött, és a mezővárosi jelleg fokozatosan háttérbe szorult. A városban egyre több magasan képzett szakember - tanár, orvos, mérnök, ügyvéd - kezdett tevékenykedni. 1881-ben megalakult a Rákóczi szabadkőműves páholy, mely két fő célt tűzött ki maga elé: Rákóczi Ferenc szülőházának emléktáblával történő megjelölését, valamint Kazinczy Ferenc sírjának és kertjének rendbehozatalát, gondozását és egy mauzóleum felállítását. A helyi sajtó jelentős szerepet játszott a megyeszékhely kulturális értékeinek népszerűsítésében, különösen II. Rákóczi Ferenc, Kazinczy Ferenc és Kossuth Lajos kultuszának megteremtésében és ápolásában. E három történelmi személyiség kultusza a Millennium idején erősödött fel, annak ellenére, hogy egyikük sem volt Sátoraljaújhely szülötte, csupán lakója. A kultusz erősödése három jelentős eseményhez kapcsolódott: 1894-ben Kossuth Lajos halálához, 1906-ban II. Rákóczi Ferenc hamvainak fogadásához, valamint 1909-ben Kazinczy Ferenc születésének 150. évfordulójához. Az 1910-es években Sátoraljaújhely élénk forgalmú, pezsgő szellemi életű, kozmopolita jellegű városként ismerték.

#### Az első világháborúban (1914–1920)
A cseh haderő 1919. április 30-án foglalta el a várost, amit a Tanácsköztársaság katonai egységei június 6-án visszafoglaltak. A csehek augusztus 13-án ismét bevonultak, és 1920 tavaszáig tartották megszállás alatt a környéket.

#### Trianon következményei
Sátoraljaújhely városa a trianoni békeszerződés következtében 1920-ban határ menti településsé vált. Korábban egy jelentős forgalmú vasúti csomópont volt, de a békeszerződés után végállomássá minősült, és a megcsonkított Zemplén vármegye székhelyévé maradt. A város egy része, amely a Ronyva-patak partján helyezkedett el, a csehszlovák államhoz került, és Slovenské Nové Mesto (Újhely) néven vált ismertté. Ennek következtében Sátoraljaújhely gazdasági fejlődése visszaesett, kereskedelme csökkent, valamint közigazgatási és kulturális szerepe is mérséklődött. A Ronyva-patak új államhatárként funkcionált, amely elválasztotta a város gyártelepi részét és a keleti mezőgazdasági területeket a város többi részétől. Az 1924-es magyar-csehszlovák vegyes bizottság határmegállapítása után a csehszlovák hatóságok visszaadták a városi vízművet, valamint átengedtek egy kiépített utat a magyar közigazgatás számára.

### A trianoni békeszerződéstől napjainkig (1920–)

#### A két világháború között (1920–1939)

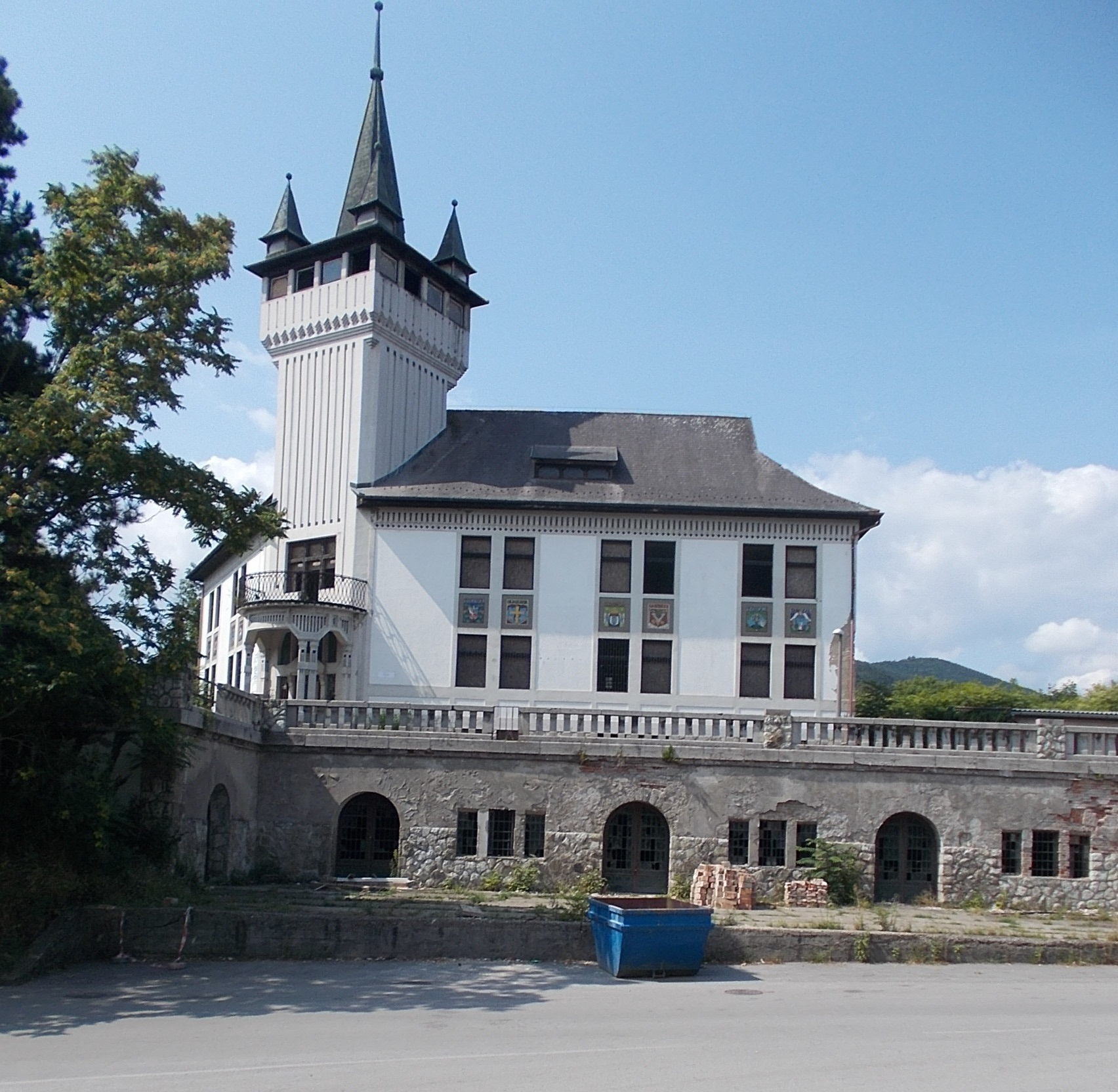
A Bortemplom romos állapotban 2021-ben

Az 1920-as években a Felvidékről számos tisztviselő és szellemi munkás költözött Sátoraljaújhelyre, mivel a megye hivatalnoki apparátusa az 1918 előtti létszámban maradt. Számos nyugdíjas, csendőr, katona és vasutas is érkezett a városba. A helyi közélet azonban nem tudott teljes mértékben kibontakozni, mivel az önkormányzat működése a választójog szűk rétegeire korlátozódott, és a virilizmus továbbra is fennmaradt. Mindezek ellenére a város lakói helyi közösségekbe szerveződtek, amelyek közül különösen a vallási közösségek és a civil szervezetek játszottak fontos szerepet. A két világháború között a város fejlesztésére - bár történtek beruházások - a kormányzat alapvetően kevés erőt fordított. 1924-ben Károlyi gróf kezdeményezésére megépült a város főútvonalán áthaladó kisvasút, amellyel a hegyközi Füzérkomlóstól egészen Nyíregyházáig el lehetett jutni. Sajnos a balsai Tisza-hidat a II. világháború végén felrobbantották, onnantól csak Kenézlő-Tiszapartig közlekedett a kisvasút. 1928-ban felavatták a Főtéren a színház épületét, melyet két, köztisztviselők számára épített bérpalota övezett. 1926 és 1928 között épült meg a város egyik jelentős középülete, a Pénzügyigazgatóság székháza, melynek oromzatát Kisfaludy Strobl Zsigmond alkotása, a honfoglaló magyarokat ábrázoló szoborcsoport díszíti. 1924-ben átadták a hegyvidéki kisvasutat, amely a Sátoraljaújhely–Füzérkomlós útvonalon közlekedett. A két világháború közötti időszakban a város különösen aktívan támogatta a magyar területi revíziót. Az első bécsi döntés következtében 1938 és 1944 között Sátoraljaújhely visszakapta az egykor elcsatolt területeit. Az irredenta és revizionista mozgalom 1936-ban a város feletti Szár-hegyen közadakozásból Magyar Kálvária emlékhelyet épített az elszakított városoknak emléket állító 13 bástyaszerű stációval, a hegytetőn a 100. Országzászlóval és az 1938-ban felszentelt Szent István-kápolnával (melyeket 1946-ban leromboltak, a rendszerváltást követően azonban újjáépítették).

#### A második világháborúban (1939–1945)
Sátoraljaújhely a második világháború alatt fontos helyszín volt, ahol a honvéd Vezérkari Főnökség 2. osztálya (VKF/2) hírszerzési és elhárítási tevékenységet folytatott. A német megszállás idején, 1944. március 22-én a helyi börtönben felkelés tört ki, melyet a megszálló német erők brutálisan levertek. A kassai honvéd törvényszék rögtönítélő bíróságként működött az ügyben. A foglyok egy része fegyverhez jutott, és megpróbált kitörni, de a kitörés során a foglyokra lőttek. A lázadásnak összesen 60 halálos áldozata volt. A túlélőket a sátoraljaújhelyi fegyházban vallatták és ítélték el, azonban néhány fogolynak sikerült elmenekülnie a helyi lakosok segítségével. 1944 nyarán a városból 2567 zsidó származású lakost deportáltak koncentrációs táborokba. 
1944 végén Sátoraljaújhely környékén súlyos harcok dúltak, melyekben a város körüli hegyek, köztük a Várhegy is, kiemelt szerepet játszottak. A város stratégiai fontosságú volt a visszavonuló magyar és német csapatok számára, mivel a Karola-vonal keleti végét lezáró Gizella-állás déli pontját képezte. November közepétől a szovjet csapatok több irányból közeledtek a városhoz. A magyar és német csapatok a Bodrog és a Ronyva mögötti magaslatokon húzódó harcállásokba vonultak vissza, miután komoly erőfeszítéseket tettek a Bodrog és a város előtereinek megerősítésére. Sátoraljaújhely védelmét a 10. és a 16. magyar gyalogos hadosztályok alegységeivel megerősített 4. német hegyivadász hadosztály látta el. December 2-án heves utcai harcok után a város szovjet kézre került. A harcok ezután a környező hegyekben folytatódtak. A szovjet csapatok fokozatosan foglalták el a hegyeket, míg a magyar és német alakulatok a Magashegy, a Sátorhegy, a Némahegy és a Várhegy város felőli oldalán védekeztek.  A Várhegyen állomásozó, zömében magyar alakulat többször verte vissza a román csapatok támadásait. A hegyekben folyó harcok részletes története még feltáratlan, de a Várhegy régészeti feltárása során számos tárgyi emlék került elő, amelyek segíthetnek a küzdelmek rekonstruálásában. A plató délkeleti oldalán lőállások és géppuskafészkek nyomai láthatók. Az ásatások során konzerves dobozok, lőszeres láda fogantyúk, lőszerek, bajonett, magyar azonossági jegy ("dögcédula") és fel nem robbant aknák, kézigránátok kerültek elő. A Sátoraljaújhely környéki harcokban elesett katonák emlékét számos helyi emlékmű őrzi.

#### A szocializmus évei (1945–1990)
1945 és 1950 között Sátoraljaújhelyen virágzott az amatőr színházi mozgalom. 1948-ban az egyházi tanintézetek, köztük a Piarista Gimnázium és a Carolineum Lánynevelő Intézet államosítására került sor. 1950 után a város iskolahálózata fokozatosan bővült. A Gimnázium mellett két középiskola kezdte meg működését: a Közgazdasági Szakközépiskola (jogelődje a Felsőkereskedelmi Iskola) és a Szőlészeti Szakközépiskola (jogelődje a Tarcali Vincellérképző). Emellett létrejött a Szakmunkásképző Iskola, három általános iskola, egy szlovák tanítási nyelvű iskola és egy kisegítő iskola is. 1957-től az Állami Zeneiskola is megnyitotta kapuit. 1950-ig Sátoraljaújhely Zemplén vármegye székhelye volt, de a megye megszűnésével, az 1950-es megyerendezés során elvesztette ezt a rangját. Ugyanebben az évben, szovjet mintára, a tanácstörvény alapján megalakult a városi tanács mint a helyi közigazgatás új intézménye, és a színház épülete a Művelődési Ház otthonává vált. Az 1950-es évek jelentős változásokat hoztak a helyi ipar és közigazgatás számára is. Ebben az időszakban alapították meg a Ruhagyárat, a Lemezgyárat és a börtönben működő Fehérneműgyárat, miközben a magánkisipar visszaszorítása mellett az állami és tanácsi ipar fejlesztése kezdődött meg. A város iparosodásának következtében fokozódott a környező falvakból irányuló betelepülés, ami a lakásépítés folyamatos növekedését eredményezte; ekkor épültek a város első lakótelepei is. Az 1960-as évektől Tokaj-Hegyalja zárt borvidékké vált, és a szőlő- és bortermelés, mint kiemelt mezőgazdasági ágazat, jelentős változásokon ment keresztül az államosítás során. Az 1960-as évektől megnövekedett az igény a hagyományápoló művészeti csoportok és kulturális egyesületek alapítására. 1966-tól Sátoraljaújhely adott otthont az évente megrendezésre került téli úttörő olimpiának, amely országos hírnevet szerzett a városnak a síelés terén. 1967-ben a Spartacus labdarúgócsapat megnyerte a megyei I. osztályú bajnokságot. 1969-ben megalakult a mára határainkon túl is ismert Hegyalja Népi Együttes. 1971-ben létrejött a hegyaljai szőlő- és bortermelést koordináló Borkombinát, amelynek központja Sátoraljaújhely lett. Az idegenforgalom terén a város az 1970-es évekig periférikus helyzetben maradt, főként a kereskedelmi szálláshelyek hiánya és a vendéglátóhelyek alacsony színvonala miatt.  Az 1980-as évek elején felszámolták a kisvasút városon áthaladó szakaszát, majd később a teljes vonalhálózatát is. 1984-ben megújult a „várostörténeti kiállítás”, és 1985-ben megalapították a Kazinczy Ferenc Társaságot, amely a civil élet fellendülésének egyik legjelentősebb eseménye volt. 1988-ban elindult az Újhelyi Körkép című havilap.

#### A rendszerváltástól napjainkig (1990–)
Ukrajna 1991-es függetlenedése közvetlen hatással volt Sátoraljaújhelyre, lehetővé téve a lakosok számára, hogy újra kapcsolatot teremtsenek kárpátaljai rokonaikkal. Az 1993-ban létrejött független Szlovákia új geopolitikai helyzetet teremtett a város számára, mint a magyar-szlovák határ menti település. Magyarország és Szlovákia 2004-es európai uniós csatlakozása, valamint a 2007-es schengeni övezethez való csatlakozás új lehetőségeket nyitott a határon átnyúló együttműködések terén. A határellenőrzések megszűnésével a szabad mozgás és a gazdasági kapcsolatok erősödtek, bár a schengeni csatlakozás kezdetén konfliktusok is felmerültek. A szlovák oldalon például beton virágládákkal torlaszolták el a magyar és a szlovák városrészt összekötő utat, ami helyi feszültségek mellett, nemzetközi konfliktusokat is eredményezett.
Az 1990-es rendszerváltás és az azt követő évek jelentős változásokat hoztak Sátoraljaújhely életében. A közigazgatás, az oktatási és szociális ellátórendszer, valamint az ipar és kereskedelem többszöri átalakuláson ment keresztül. A számos helyi munkáltató és termelőüzem megszűnése komoly kihívások elé állította a város lakosságát. Az ezredforduló után Sátoraljaújhely egyik legnagyobb kihívása a gazdasági leszakadás és a társadalmi problémák kezelése volt. A növekvő roma lakosság aránya új szociális és gazdasági kérdéseket vetett fel, és az ingatlanárak az országos átlagtól elmaradtak, ami az elszegényedés jele volt. A városvezetés a turizmus fejlesztésében látta a gazdasági fellendülés lehetőségét, és jelentős beruházásokat hajtott végre ezen a területen. 2002-ben új városi sportcsarnok nyílt, és felújították a városi uszodát. 2007-ben modernizálták a művelődési központot. 2008-ban átadták a 37-es főút elkerülő szakaszát, csökkentve a belvárosi forgalmat és javítva a város élhetőségét. Ebben az évben kezdődött a sátoraljaújhelyi vár régészeti feltárása is. 2009-ben megnyílt a Zempléni Kalandpark, amely azóta is folyamatosan bővül. Ugyanebben az évben a város főutcáját sétálóutcává alakították át, ami hozzájárult a helyi turizmus élénkítéséhez. 2010-ben felújították a vasútállomás épületét, 2021-ben pedig a Rákóczi Hotel, Tábor és Rendezvényközpontot, amely korábban szocialista gyermeküdülőként működött. A létesítmény modern rendezvényközponttá vált, és nyári diáktáboroknak ad otthont. Ugyanebben az évben megkezdődött a Bortemplom elhagyott épületének teljes felújítása, valamint az épület új funkciójának kialakítása. 2024-ben átadták a "Nemzeti Összetartozás Hídját”, amely a vár romjait és a Zempléni Kalandparkot köti össze. Ugyanebben az évben, felújították a városi uszodát, korszerűsítették a városi sportcsarnokot, és a már teljesen felújított Bortemplom is megnyitotta kapuit.  

### Történelmi leírások a városról

#### Vályi András leírása (1796)
Vályi András „Magyar Országnak Leírása” (1796) című művében az alábbiakat írja a városról:
"Újhely. Sátorallya Újhely. Ujhelinum. Jeles hegyallyai Város Zemplén Vármegyében, földesura a Királyi Kamara, és mások is, lakosai katolikusok, óhitűek, evangélikusok, reformátusok, és zsidók is, fekszik Sárospatakhoz egy jó mértföldnyire, Sátor hegye alatt elég kies helyen, s a Vármegye szép Háza, és Gyűlései által nevezetesíttetik. Ronyva vize nedvesíti egy részét. Egyik Szentegyháza Szent Imrének tiszteletére épült, melyet Imre Erdély-Országi Vajda, és Zemplén Vármegyének akkori Főispánja építtetett. Másik pedig 1355-től fogva a Római Szent Pál Szerzetén lévő Atyáknak birtokuk vala, s Szent Egidiusnak emlékezetére van szentelve. A Rákóczi nevét viselő díszes Kápolna e Szentegyház mellett jeles épület, s több nevezetességekkel, itten van Csepelényi Györgynek teste, aki egyedül maradt vala az Osmanoknak dühösködésekkor e volt Paulinusoknak Klastromában, fogságba került, s 1672-ben feje vétetett az ellenségeskedők által. A Szent Háromságnak tiszteletére szentelt Kápolnát pedig 1709-ben pestis idején a Lakosok építtették. Az Óhitűeknek Templomjukat Keriatovich Tódor, a Reformátusokét pedig Perényi Péter építtette vala. Jó nagy Synagógájok van a Zsidóknak is itten. Épületei a Városnak a Magyarok szokása szerint épültek. Jeles ellenben a Vármegye-Háza, mely 1768-ban készült, s más néhány épületek is díszesítik e Várost. Nagy Szentegyháza elkezdődött, de félbe hagyattatott. Szőlőhegyei híresek, a melyeknek terméseit magas hegye alatt épült kőpincékben sok esztendőkig eltarthatják; határja jó termésű, vagyonai jelesek, borai híresek, vásárai hasznosak, és népesek; levegője egészséges, egy részét Bodrog vize nedvesíti; kedves, és valóban oltalmas lakást szolgáltat Lakosainak; elegyes, sárga, és fekete nyirkos földje háromnyomásbéli, terem gabonát, árpát, és zabot; jó borral bővelkedik, fa nélkül pedig szűkölködik."

#### Fényes Elek leírása (1851)
Fényes Elek a „Magyarország Geographiai Szótára” (1851) című művében a következőket írja (sátoralja)Újhelyről:
"Újhely (Sátoraljaújhely), Zemplén vármegye magyar-orosz-tót mezőváros, a Ronyva patak mellett, igen kellemes vidéken, Sáros-Patakhoz északra 1 és fél mérföldnyire: 2401 romai katolikus, 1464 görög katholikus, 1174 református, 120 evangélikus, 26 nem egyesült óhitű, 1125 zsidó lakos. Romai és görög katholikus parochia; református szentegyház; synagóga. A romai katholikusoknak két templomuk, s ugyanannyi kápolnájuk van. A parochiális templomot Palóczy Imre erdélyi vajda építtette. A reformátusok egyházát pedig Perényi Péter, a nádor fia; a görög egyesültekét herceg Keriatovich, ki ide a várhegyre várat is építtetett, s a helységet orosz gyarmatokkal annyira benépesítette, hogy már 1390-ben városnak neveztetett. A város nem igen rendesen épült, s házai többnyire alacsonyak. Kiemelkednek ezek közt a csinos izlésű megyeház, a romai katholikus gymnasium épületei, s néhány nemesi udvarházak. Említést érdemel még a Győrnél 1809-ben elesett felkelő nemes vitézek emlékoszlopa, a császári és királyi postahivatal. A romai katholikus gymnasiumban piaristák tanítanak. A várostól nyugatra, szép hegyek közt látható a tábori-sátor formát ábrázoló Sátor hegye is, melytől a város nevét vette. – Egyébiránt Újhely még a Hegyaljához tartozik, s tágas kiterjedésű szőlőhegyei igen nemes bort teremnek. A bor jóságára nagy befolyással vannak az itteni, mintegy 300-ra menő száraz pinczék. Szántóföldjei gondos művelés mellett mind búzát és kukoricát, mind más gabonanemeket bőven adnak, s 2834 holdat foglalnak el; rétjei jók; legelője a népességhez képest igen szűk; erdeje elég. Mesteremberei számosak, s mind a heti-, mind az országos vásárok élénkek szoktak lenni, kivált gabonára, melyet a felföldi tótok vesznek meg… Később a sárospataki várhoz kapcsoltatott, s ezen várossal együtt került a mostani birtokosának, herceg Bretzenheimnak kezére. Különben a városnak vannak néhány kiváltságai, s határában több nemesek bírnak szabad földeket."

#### A Pallas nagy lexikonában (1897)
A Pallas nagy lexikona 1897-ben az alábbiakat írja a településről:
"Nagyközség Zemplén vármegye Sátoraljaújhelyi járásában, a Ronyva partján és a Hegyalja sátoralakú hegyei tövében; fejlődő és élénk városka, a vármegye törvényhatóságának és a járás szolgabírói hivatalának, királyi törvényszék, járásbíróság, királyi közjegyzőség, pénzügyi igazgatóság és pénzügyőrség, királyi tanfelügyelőség, államépítészeti hivatal, közúti kerületi felügyelő, magyar királyi erdőgondnokság, folyam- és kultúrmérnöki hivatal, állami állatorvos és csendőrszakaszparancsnokság székhelye. Van római katolikus főgimnáziuma, tanonciskolája, vármegyei közkórháza, 2 takarékpénztára és népbankja, dohánygyára (200 munkás), téglagyára, és nagy államivasúti főműhelye. Élénk kereskedést űz fával és egyéb terményekkel. Van adóhivatala, vasúti állomása, posta- és távíróhivatala és postatakarékpénztára. Itt székel a Bodrogközi Tiszaszabályozási Társulat, a Zemplénvármegyei Orvos-Gyógyszerészegyesület és több más közhasznú egyesület és társulat. A Magyar Nyelvet és Népnevelést Terjesztő Egyesület 1882-ben alakult. Itt jelenik meg a Zemplén című hetilap (XXVII. évfolyam) és a Közérdek című szaklap (IV. évfolyam). Lakóinak száma (1891) 13 017, köztük 11 047 magyar, 853 német, 909 tót; hitfelekezet szerint 4909 római katolikus, 2096 görög katolikus, 271 ágostai evangélikus, 1717 helvét és 4018 zsidó. Határa 7150 hektár."

## Testvérvárosai
- Franeker, Hollandia (1991)
- Sindos, Görögország (2000)
- Lohja, Finnország (1990)
- Sóvárad, Románia
- Krosno, Lengyelország (2006)
- Opole Lubelskie, Lengyelország (2003)
- Nagymihály, Szlovákia